# Primi centri del cristianesimo
     Sviluppo del cristianesimo fino al 325
     Sviluppo del cristianesimo fino al 600
     *La mappa non riporta accuratamente la conversione al cristianesimo degli Arsacidi d'Armenia del 301 o la cristianità della Britannia (provincia romana) nel 300.

Sviluppo del cristianesimo fino al 325
Sviluppo del cristianesimo fino al 600
- La mappa non riporta accuratamente la conversione al cristianesimo degli Arsacidi d'Armenia del 301 o la cristianità della Britannia (provincia romana) nel 300.

Il cristianesimo delle origini generalmente copre il periodo che va dal suo inizio fino al Primo Concilio di Nicea del 325. Si sviluppò dalla Giudea romana nell'Asia occidentale e si sparse per tutto l'Impero romano e oltre (cioè nell'Africa orientale e Asia meridionale), fino a raggiungere l'India. Originalmente, questo progredire fu strettamente collegato ai centri di fede ebraica già esistenti, in Terra santa e nella Diaspora ebraica. I primi seguaci del cristianesimo erano ebrei o proseliti biblici, noti come giudeo-cristiani e "timorati di Dio".
Si presuppone che le Sedi apostoliche siano state fondate da uno o più apostoli di Gesù, che pare siano partiti da Gerusalemme qualche tempo dopo la sua crocifissione, verso il 26–36, forse dopo il Grande mandato (la missione divina degli apostoli). I primi cristiani si riunivano in modeste case private, note come chiese domestiche, ma la comunità intera di una città veniva anch'essa chiamata "chiesa" – il nome greco εκκλησια (o "ecclesia") letteralmente significa assemblea, riunione, o congregazione, ma viene tradotto con chiesa nella maggioranza delle traduzioni della Bibbia in italiano e altre lingue.
Molti di questi primi cristiani erano mercanti, mentre altri avevano motivi pratici per voler andare in Africa settentrionale, Asia minore, Arabia, Grecia e altri luoghi. Oltre 40 di tali comunità vennero istituite entro l'anno 100, molte in Anatolia, nota anche come Asia Minore, tra cui le "sette Chiese dell'Asia". Per la fine del primo secolo, il cristianesimo era già arrivato a Roma, in India e nelle maggiori città dell'Armenia, Grecia e Siria, servendo da base per la diffusione espansiva del cristianesimo in tutto il mondo.

## Impero romano d'Oriente

### Gerusalemme

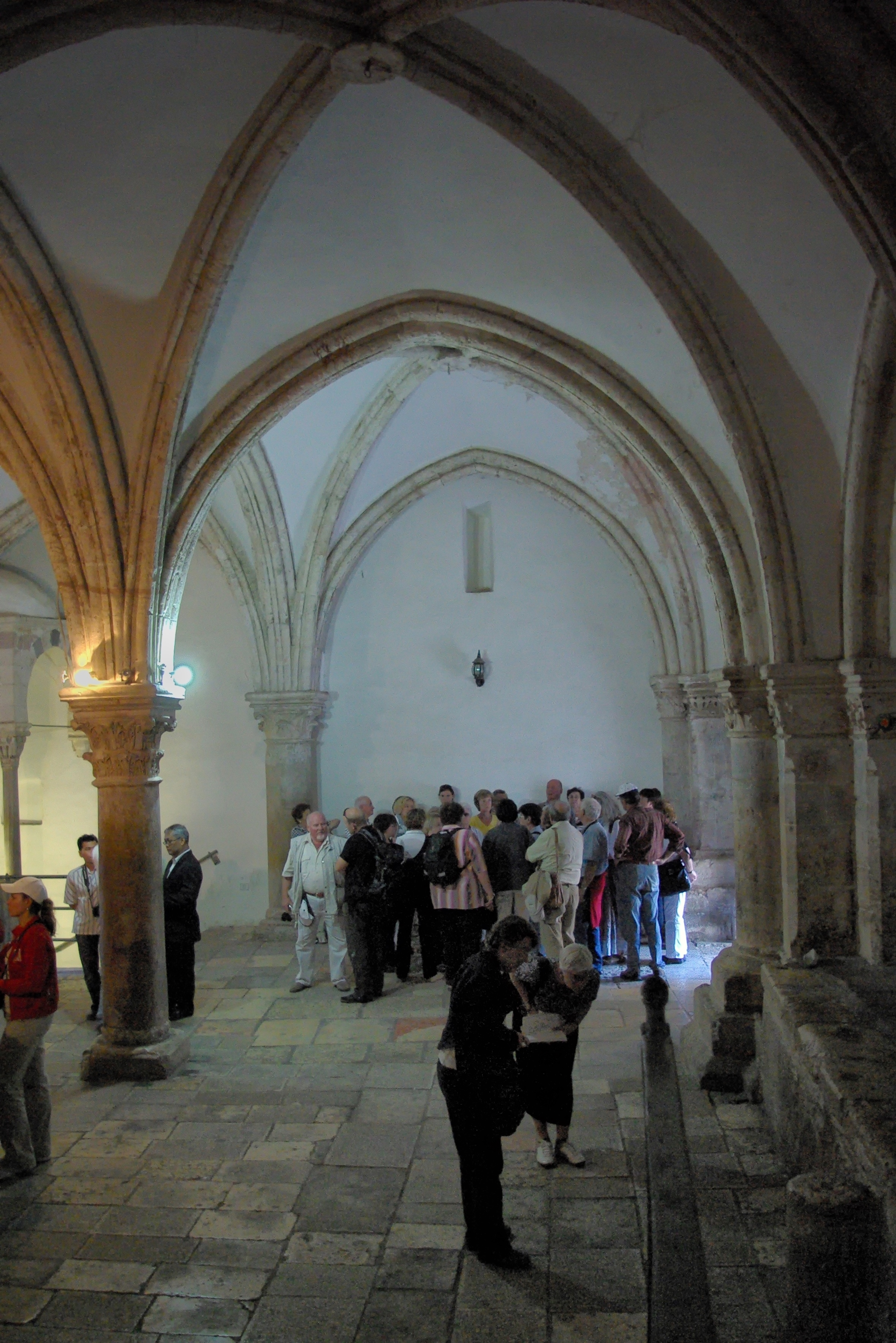
L'edificio di Gerusalemme che, tradizionalmente, è ritenuto il luogo del cenacolo e della Pentecoste.

Diagramma della basilica del Santo Sepolcro basata su un documentario tedesco. La basilica è il sito del Calvario e la tomba di Gesù.

Gesù e i suoi apostoli, discepoli e primi seguaci, essendo ebrei e proseliti ebrei, viaggiavano dalla Galilea al Tempio di Gerusalemme verso il 33, quando la città era sotto occupazione dei romani quale parte della provincia di Giudea. A seguito di un incidente al Tempio, Gesù fu crocefisso a Gerusalemme in un posto chiamato Golgota, e sepolto nei suoi pressi. Secondo la credenza cristiana, al terzo giorno risorse e subito dopo apparve ai discepoli e ad altri, poi "salì al cielo".
Gerusalemme fu il primo centro della Chiesa, secondo il Libro degli Atti degli Apostoli, e come anche la Catholic Encyclopedia annota: "il luogo della prima chiesa cristiana". Gli apostoli vi vissero e vi insegnarono per un lasso di tempo dopo la Pentecoste. Giacomo, fratello di Gesù, fu il capo della chiesa e i suoi altri parenti pare abbiano tenuto posizioni di rilievo nelle zone circostanti dopo la distruzione della città e fino alla sua ricostruzione come Aelia Capitolina, nel 130, quando tutti gli ebrei furono cacciati dalla città. Verso il 50, Barnaba e Paolo andarono a Gerusalemme per incontrare le "colonne della chiesa": Giacomo, Pietro e Giovanni. Chiamato in seguito Concilio di Gerusalemme, questo incontro confermò, tra le altre cose, la legittimità della missione di Barnaba e Paolo presso i Gentili, e la libertà dei conversi gentili dalla maggioranza delle Leggi mosaiche, specialmente dalla circoncisione, che faceva repulsione alla mentalità ellenica. Il Decreto Apostolico (Atti 15.19–21), quindi, potrebbe rappresentare un importante atto di differenziazione della Chiesa dalle sue radici ebraiche sebbene il decreto possa essere semplicemente un parallelo delle Leggi noachiche ebraiche e quindi una comunanza piuttosto che una differenziazione. Allo stesso tempo l'ebraismo rabbinico rese il precetto della circoncisione dei bambini ebrei sempre più rigoroso.
Quando Pietro lasciò Gerusalemme dopo che Erode Agrippa I aveva tentato di ucciderlo, Giacomo sembra esser rimasto l'autorità principale. Clemente di Alessandria (150–215 circa) lo citò come vescovo di Gerusalemme. Lo storico ecclesiastico del II secolo Egesippo scrisse che il Sinedrio lo fece martirizzare nel 62.
Nel 66, gli ebrei insorsero contro Roma, e Roma assediò Gerusalemme per quattro anni, abbattendola nel 70. La città fu distrutta, compreso il Tempio, e la popolazione fu sterminata o deportata. Sebbene, secondo Epifanio di Salamina, il Cenacolo ebbe a sopravvivere per lo meno fino alla visita di Adriano nel 130. Comunque minima parte della popolazione scampò alla devastazione: Eusebio di Cesarea (nella sua opera "Storia ecclesiastica") e Giuseppe Flavio (in "Guerra giudaica") riferiscono che i cristiani di Gerusalemme si rifugiarono a Pella nella Decapoli e lì attesero che si concludessero le guerre giudaiche. Il Sinedrio si trasferì a Jamnia. Profezie della distruzione del Secondo Tempio si possono trovare nei vangeli sinottici.
Nel II secolo, Adriano ricostruì Gerusalemme come città pagana chiamandolo Aelia Capitolina, e collocando statue di Giove e di se stesso sul sito del Tempio distrutto, il Monte del Tempio. Bar Kokhba condusse una fallimentare rivolta come Messia, ma i cristiani si rifiutarono di accetterlo come tale. Quando Bar Kokhba fu sconfitto, Adriano escluse gli ebrei dalla città, eccetto nel giorno di Tisha b'Av, di conseguenza i successivi vescovi di Gerusalemme furono gentili ("incirconcisi") per la prima volta.
Il significato generale di Gerusalemme per i cristiani subì un periodo di declino durante la persecuzione dei cristiani nell'Impero romano, ma riacquistò importanza col pellegrinaggio di Elena (madre di Costantino il Grande) in Terra santa verso il 326–28 circa. Secondo lo storico della Chiesa Socrate Scolastico, Elena (con l'assistenza del vescovo Macario di Gerusalemme) affermò di aver rinvenuto la croce di Cristo, dopo aver fatto rimuovere un tempio di Venere (attribuito ad Adriano) che era stato costruito sul sito. (Per quella ragione ella venne ritenuta la santa patrona degli archeologi.) Gerusalemme aveva ricevuto uno speciale riconoscimento nel Canone VII di Nicea nel 325. La data tradizionale della fondazione della Fratellanza del Santo Sepolcro (che protegge i luoghi sacri cristiani in Terra santa) è il 313, che corrisponde alla data dell'Editto di Milano sulla legittimità del cristianesimo nell'Impero romano. Gerusalemme fu in seguito eletta nella Pentarchia, ma mai accettata dalla Chiesa di Roma.

### Antiochia

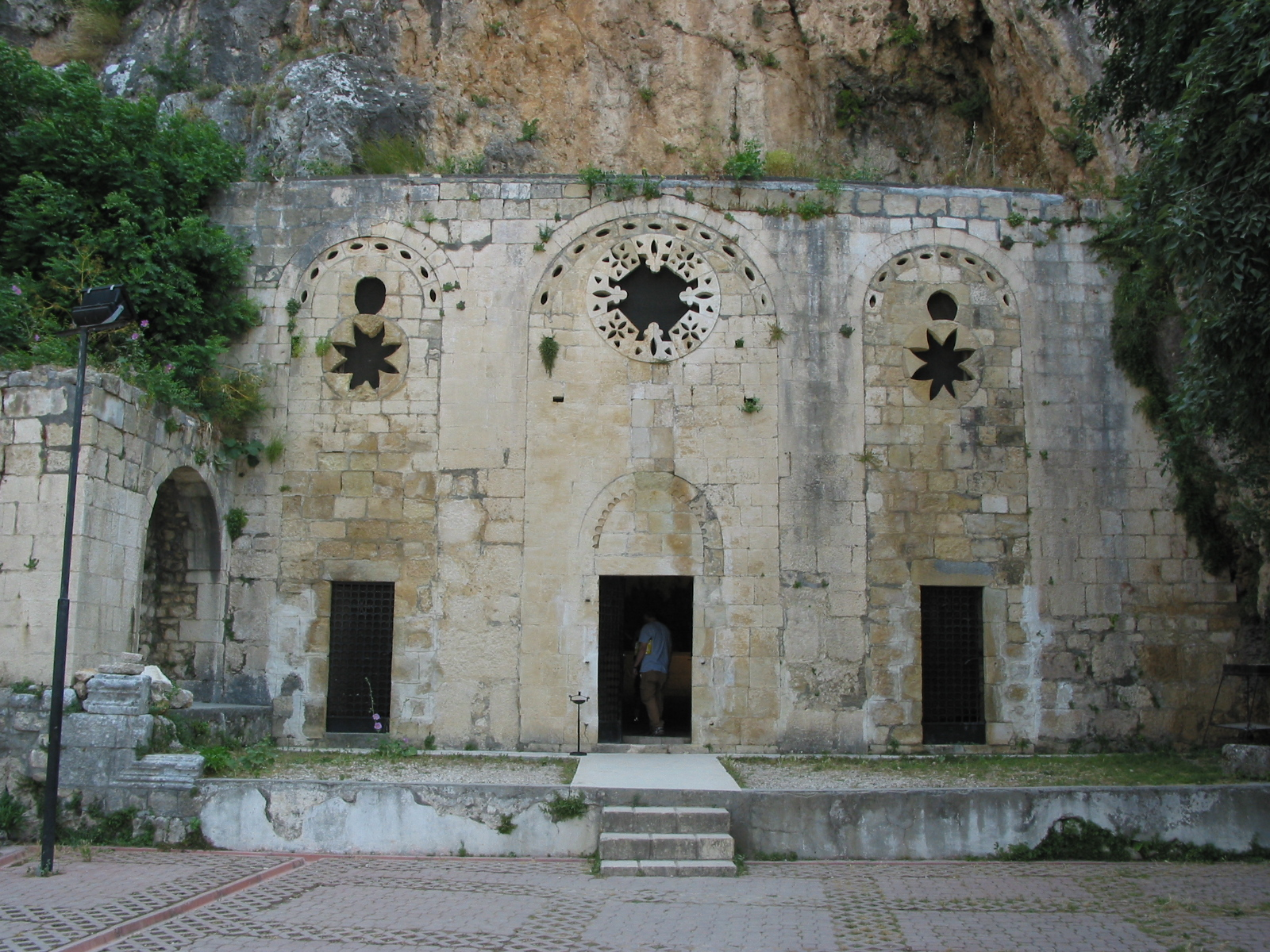
La chiesa di San Pietro vicino ad Antiochia, Turchia, dove san Pietro avrebbe predicato per la prima volta la Buona Novella nella Antiochia romana.

Antiochia, uno dei maggiori centri della Grecia ellenistica e la terza città più importante dell'Impero romano, a quel tempo parte della Siria romana, oggi in rovina vicino ad Antiochia, in Turchia, fu dove i cristiani vennero chiamati così: Atti degli Apostoli 11.26 – "ad Antiochia per la prima volta i discepoli furono chiamati cristiani.". Fu inoltre il luogo dell'"Incidente di Antiochia" ed il sito di un'antica chiesa, tradizionalmente fondata da Pietro, che è considerato il primo vescovo.
Il Vangelo secondo Matteo e le Costituzioni apostoliche potrebbero essere state scritte qui. Il padre della Chiesa Ignazio di Antiochia fu il terzo vescovo e la scuola di Antiochia, fondata nel 270 fu uno dei due maggiori centri di apprendimento religioso. La versione siriaca curetoniana e la versione siriaca sinaitica sono due dei più antichi manoscritti del Nuovo Testamento, che potrebbero pre-datare la Peshitta, la versione siriaca standard della Bibbia, e sono i testi associati al cristianesimo siriaco. Fu anche uno dei tre centri i cui vescovi vennero riconosciuti al Primo concilio di Nicea (325) con l'autorità di esercitare giurisdizione sui territori adiacenti.

### Alessandria d'Egitto
Alessandria, nel delta del Nilo, fu fondata da Alessandro Magno. Le sue famose biblioteche furono centri di apprendimento ellenistico. La traduzione della Septuaginta dell'Antico Testamento iniziò in questa città ed il tipo testuale alessandrino viene riconosciuto dagli studiosi quale primo tipo testuale del Nuovo Testamento. Alessandria annoverava una notevole popolazione ebraica, tra cui Filone è probabilmente l'autore più noto. Il luogo produsse testi scritturali di alta qualità come anche padri della Chiesa di fama, tra cui Clemente, Origene e Atanasio, inoltre degni di nota furono i vicini Padri del deserto. A fine epoca, ad Alessandria, Roma e Antiochia venne riconosciuta autorità sui metropoliti. Il Concilio di Nicea, al canone VI, affermò la tradizionale autorità di Alessandria sull'Egitto, la Libia, e Pentapoli (Nord Africa) (la Diocesi d'Egitto) e probabilmente concesse ad Alessandria il diritto di dichiarare la data universale per l'osservanza della Pasqua. Tuttavia, alcuni postulano che Alessandria non fosse un centro del cristianesimo, ma la base di sette gnostiche cristiane.

### Anatolia

Mappa dellAnatolia Occidentale che mostra le "sette Chiese dell'Asia" e l'isola greca di Patmo.

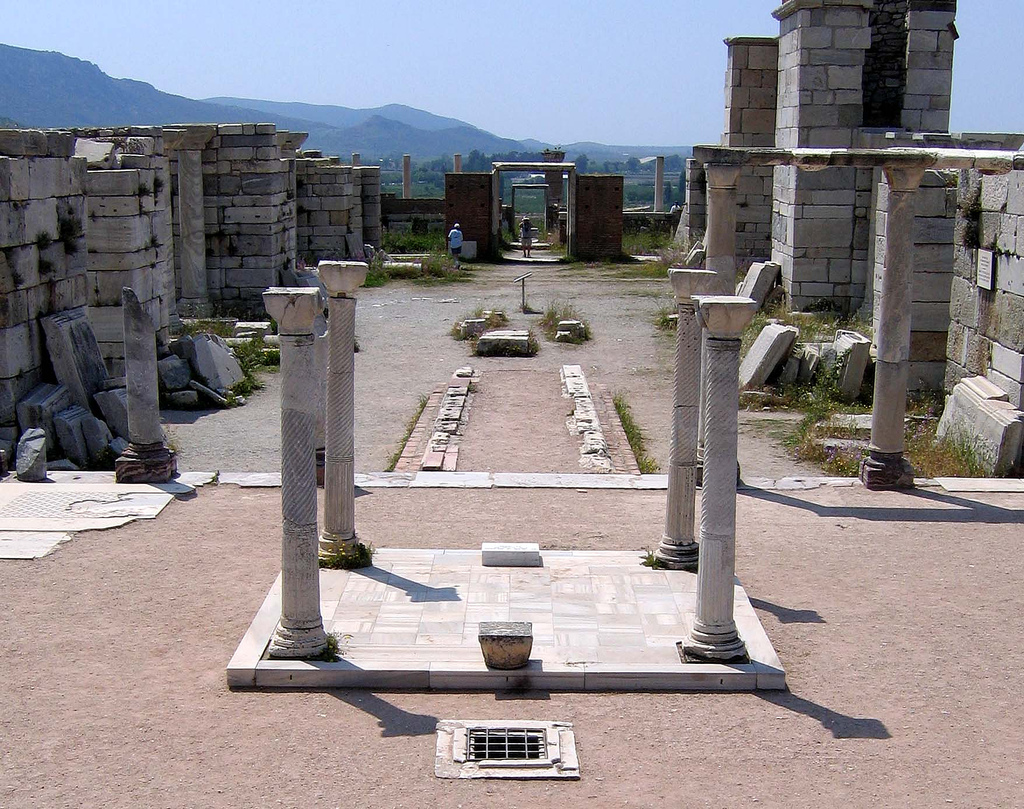
Tomba di Giovanni apostolo a Efeso.

Secondo il Nuovo Testamento, la prima evangelizzazione dell'Anatolia (il Vicino Oriente, parte della Turchia moderna; la parte occidentale veniva chiamata "Provincia romana d'Asia") avvenne per opera dell'apostolo Paolo, che era originario di queste terre essendo nato a Tarso (nel sud-est della penisola); i suoi viaggi missionari si svolsero principalmente in Anatolia e in Grecia.
In Anatolia è molto radicata anche la tradizione legata a Giovanni apostolo ed evangelista. La redazione del Vangelo di Giovanni, scritta in greco, è ipotizzata a Efeso verso fine I - inizio II secolo. Il libro dell'Apocalisse, che si crede sia stato da lui scritto a Patmo (isola greca circa 45 chilometri dalla costa anatolica), cita le sette Chiese dell'Asia.
La prima lettera di Pietro (1 Pietro 1.1–2) è indirizzata alle regioni anatoliche. Sulla riva sinistra del Mar Nero, esisteva la colonia greca Ponto, che viene citata tre volte nel Nuovo Testamento, e gli abitanti di Ponto furono tra i primi conversi del Cristianesimo. Plinio il Giovane, governatore nel 110, nelle sue lettere scriveva ai cristiani di Ponto. Delle sette lettere di Ignazio di Antiochia considerate autentiche, cinque sono indirizzate a città anatoliche, la sesta a Policarpo, che risiedeva a Smirne probabilmente insieme al suo discepolo Ireneo. Quest'ultimo era il vescovo reputato di aver conosciuto l'apostolo Giovanni personalmente. Si crede che anche Papia di Ierapoli sia stato allievo di Giovanni.
Nel II secolo l'Anatolia ospitava le correnti del quartodecimanismo, montanismo, marcionismo e quella di Melitone di Sardi che registrò uno dei primi canoni biblici cristiani. Dopo la Crisi del III secolo, Nicomedia divenne la capitale dell'Impero romano d'Oriente nel 286. Il Sinodo di Ancyra si tenne nel 314. Nel 325 l'imperatore Costantino convocò il primo concilio ecumenico cristiano a Nicea e nel 330 spostò la capitale dell'impero riunificato a Bisanzio (altro centro cristiano e al di là del Bosforo dall'Anatolia, successivamente chiamato Costantinopoli), poi chiamato Impero bizantino, che durò fino al 1453. I primi sette concili ecumenici furono tenuti nella Anatolia Occidentale o Costantinopoli.

### Cesarea di Palestina

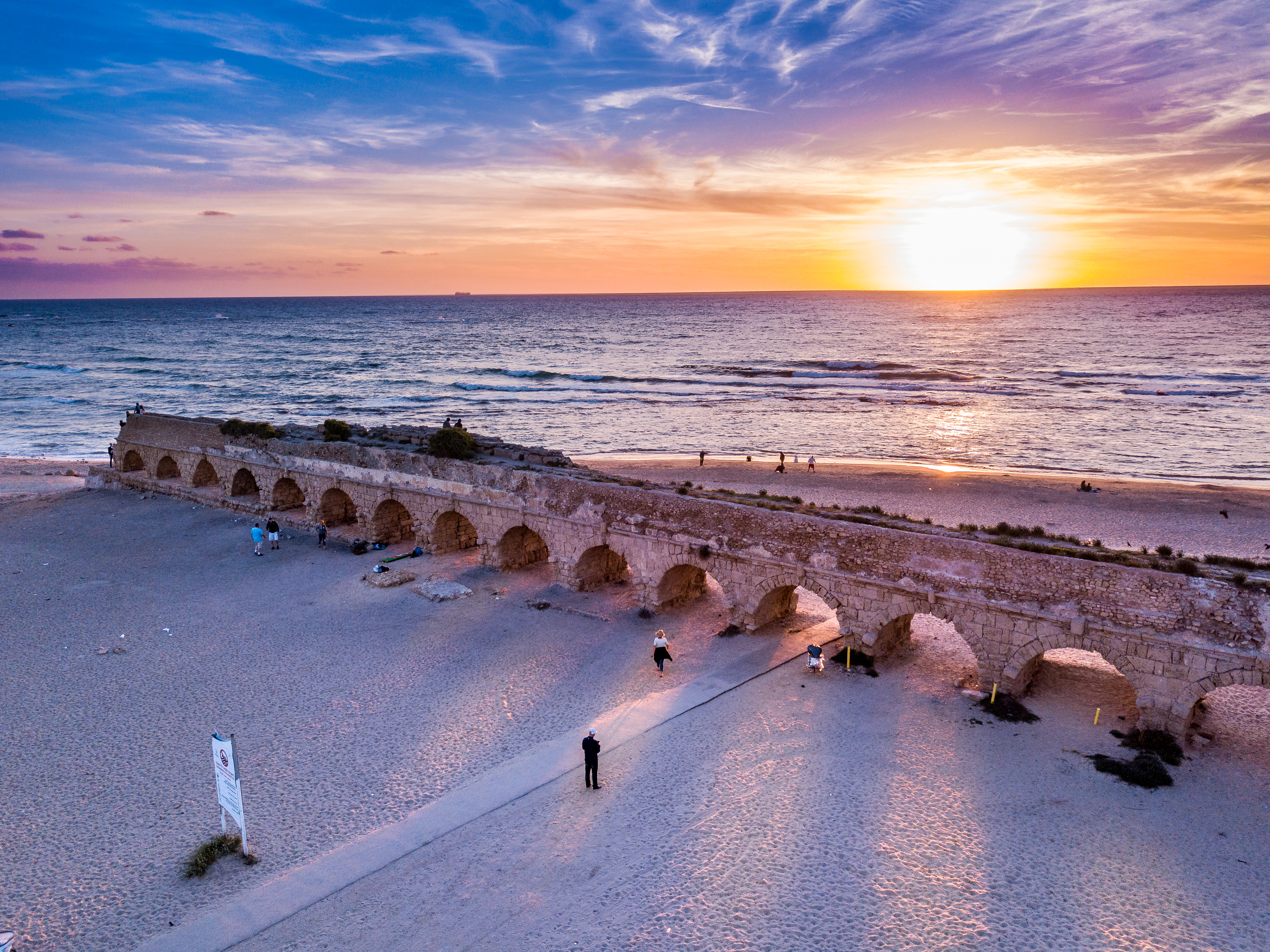
Resti dell'antico acquedotto romano a Cesarea marittima.

Cesarea, sulla costa appena a nord-ovest di Gerusalemme, venne fondata da Erode il Grande con il nome Caesarea Maritima nel 25–13 a.C. circa. Fu dapprima la capitale politica e militare della Giudea romana (6–132) e successivamente della Palaestina Prima con il nome Caesarea Palaestina (dopo il 133). La città era una base commerciale già all'epoca dei Fenici (IV secolo a.C.).
La città possedeva un porto molto grande con un molo che proteggeva gli attracchi da sud e da ovest. Era dotata di un doppio acquedotto che portava l'acqua in città dalle sorgenti del monte Carmelo. I ruderi di un imponente anfiteatro sono ancora visibili oggi come resti del citato acquedotto. La città fu molto ben descritta da Flavio Giuseppe nei suoi libri Guerra giudaica e Antichità giudaiche.
Secondo la tradizione cristiana, Pietro apostolo vi battezzò il centurione Cornelio, considerato il primo converso cristiano, mentre Paolo di Tarso vi trovò rifugio e vi soggiornò sovente, risiedendo presso la casa di Filippo diacono e in seguito fu imprigionato per due anni (57–59 circa) nelle carceri della città prima di essere trasferito a Roma. Le Costituzioni apostoliche (7.46) riportano che il primo vescovo di Cesarea fu Zaccheo, ma la Catholic Encyclopedia afferma: "...non esiste traccia di vescovi a Cesarea fino al secondo secolo. Alla fine di tale secolo un concilio vi fu tenuto per regolarizzare la celebrazione della Pasqua." Secondo un'altra opinione recente, dopo l'assedio di Gerusalemme da parte dell'imperatore Adriano (133 circa), Cesarea divenne una sede metropolita con il vescovo di Gerusalemme subordinato suffraganeo. Origene (m. 254) compilò a Cesarea la sua Exapla e lì venne anche organizzata una famosa scuola teologica con annessa biblioteca, con il sostegno finanziario di Panfilo presbitero in Cesarea (m. 309). La biblioteca divenne una delle più rinomate dei suoi tempi, contenendo più di 30 000 manoscritti.
Gregorio Taumaturgo (m. 270), Basilio Magno (m. 379) e Girolamo (m. 420) visitarono e studiarono presso la biblioteca, che in seguito venne distrutta, probabilmente dai Persiani nel 614 o dai Saraceni verso il 637. Il primo storico della Chiesa, Eusebio di Cesarea, fu vescovo nel periodo 314–339 circa e godette dell'amicizia dell'imperatore Costantino I.
Della sua vastissima produzione letteraria si ricordano la Cronaca (Chronicon), che venne considerata un archetipo per tutte le opere cronologiche seguenti e la Storia ecclesiastica che tratta dei primi secoli dello sviluppo del cristianesimo, dalla costituzione della Chiesa sino alla vittoria di Costantino su Licinio (324).
I teologi F. J. A. Hort e Adolf von Harnack hanno asserito che il Credo niceno ebbe origine a Cesarea. Il Tipo testuale cesariense viene riconosciuto da molti studiosi neotestamentari quale uno dei primi tipi del Nuovo Testamento.

### Damasco

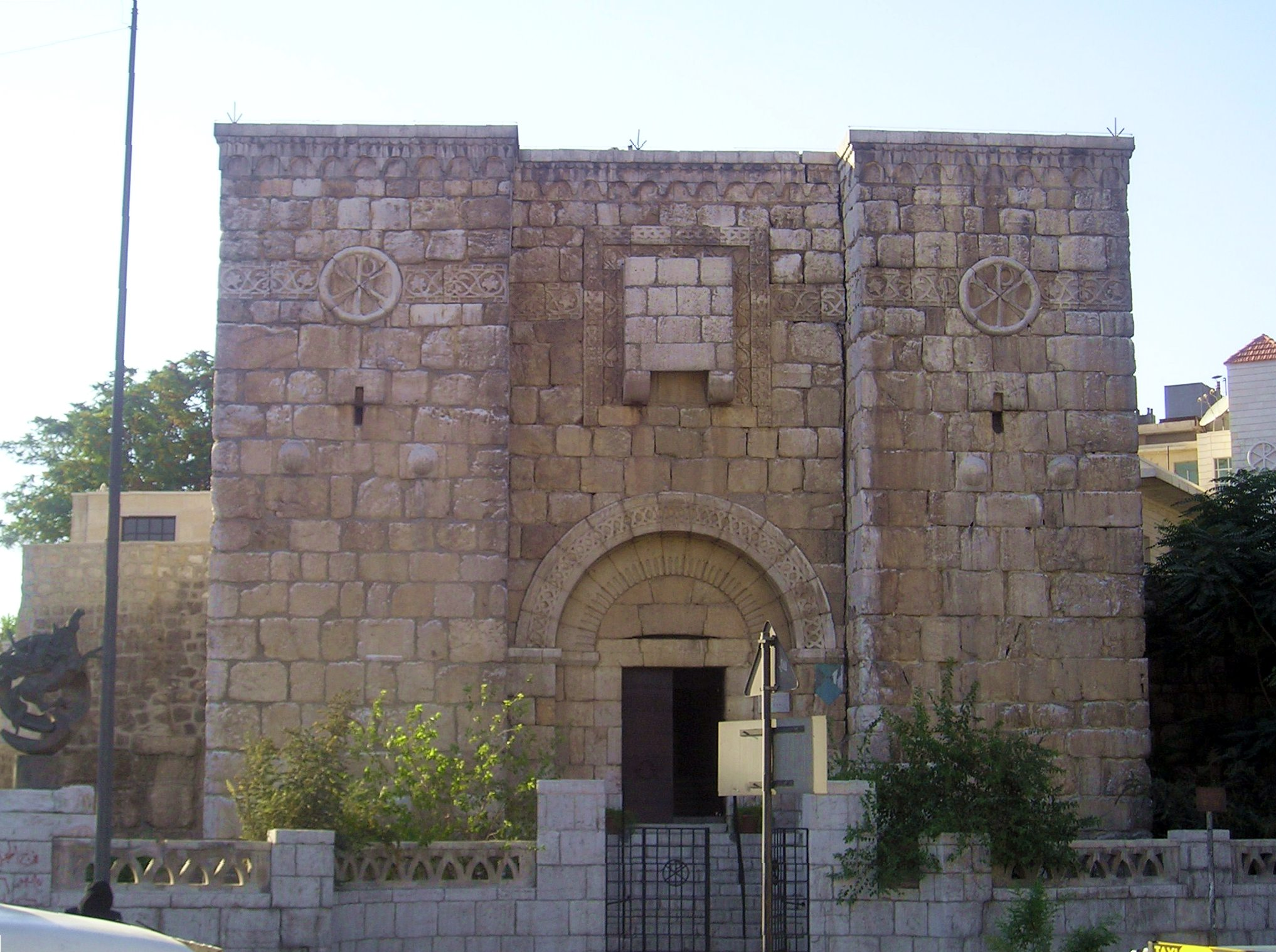
La Cappella di San Paolo di Damasco, luogo attraverso il quale, secondo la tradizione, San Paolo fuggì da Damasco.

Damasco è la capitale della Siria: città storica, nata nello stesso periodo delle civiltà mesopotamiche, in origine la sua popolazione era costituita da genti di stirpe semitica orientale, successivamente note come Aramei. È considerata la più antica città del mondo fra quelle abitate in maniera continuativa. Secondo il Nuovo Testamento, l'Apostolo Paolo si convertì sulla strada di Damasco. Nei tre rispettivi resoconti testamentari (Atti 9.1–20, 22.1–22, 26.1–24), accecato dalla luce, viene condotto a Damasco da coloro con i quali viaggiava e lì gli è ridata la vista da un discepolo chiamato Anania (che, secondo la Catholic Encyclopedia, si crede sia stato il primo vescovo di Damasco) e poi viene battezzato.

### Cipro

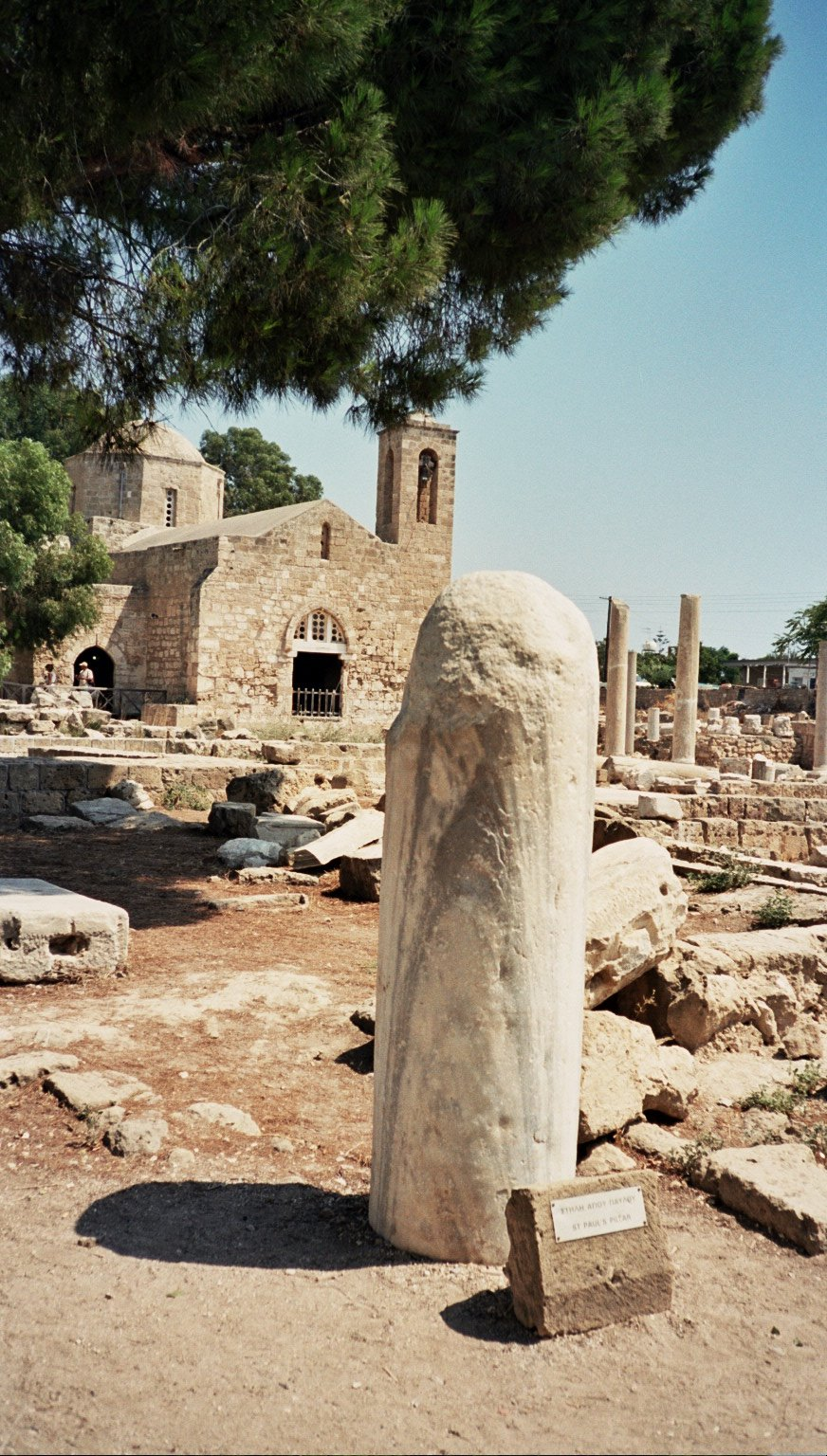
Il pilastro di San Paolo a Pafo

Secondo la tradizione, la fondazione della Chiesa di Cipro risale ai primi due grandi evangelizzatori della Chiesa delle origini: gli apostoli Paolo e Barnaba, quest'ultimo originario proprio di Cipro. Nell'anno 46 partirono da Antiochia per il loro primo viaggio missionario (46-48 d.C.). Barnaba era cristiano già da tempo, mentre Paolo si era convertito da poco. Fu quindi Barnaba a guidare la missione. I due fecero tappa nell'isola come meta iniziale; Barnaba guidò Paolo dal porto di Salamina fino a giungere a Pafo, a circa 150 km di distanza, per predicare nelle sinagoghe.
Pafo fu la capitale dell'isola di Cipro durante il periodo romano e, insieme, la sede del comandante delle truppe romane. Secondo la Catholic Encyclopedia, Paolo e Barnaba si recarono a Pafo per predicare la Parola di Cristo (cfr. Atti 13.4–13). A Pafo sorgeva uno dei santuari ellenici più importanti per questa religione, il tempio dedicato ad Afrodite che, secondo la mitologia greca, era nata proprio sull'isola. Qui Paolo effettuò la sua prima conversione, parlando con un proconsole romano, il comandante Sergio Paolo che si convertì al Cristianesimo. Cinque anni dopo, Barnaba ritornò nella città cipriota di Salamina con l'evangelista Marco, e lì divenne vescovo, occupandosi della diffusione del Cristianesimo sull'isola. Il martirio di Barnaba sarebbe avvenuto sull'isola; la sua tomba fu scoperta a Salamina nel V secolo e intorno vi fu costruito un monastero, attivo ancora oggi. San Barnaba è venerato come fondatore della Chiesa di Cipro.
Al Concilio di Efeso (431) la chiesa cipriota dichiarò la propria autonomia, che fu ufficialmente riconosciuta nel 478.

### Grecia
Tessalonica era la maggiore città della Grecia settentrionale. Qui Paolo svolse la sua opera di evangelizzazione. Le regioni circostanti, ovvero la Macedonia, la Tracia occidentale e quella orientale, e l'Epiro, che si estende anche verso i vicini stati balcanici dell'Albania e Bulgaria, furono centri del primo cristianesimo. Le lettere di Paolo ai Tessalonicesi e ai Filippesi sono la più antica testimonianza della presenza cristiana in Europa. Il padre apostolico Policarpo di Smirne scrisse una lettera ai Filippesi nel 125 circa.
Nicopoli era una città della provincia romana di Epirus Vetus, oggi in rovina nella parte nord della costa greca occidentale. Secondo la Catholic Encyclopedia: "San Paolo intendeva andarci (Tito 3.12) ed è possibile che anche allora contasse dei cristiani tra la sua popolazione; Origene (185–254 circa) vi soggiornò per un periodo (Eusebio, Storia della Chiesa VI.16)".
L'antica Corinto, oggi in rovina vicino alla moderna Corinto in Grecia meridionale, fu uno dei primi centri del Cristianesimo. Secondo la Catholic Encyclopedia: "San Paolo predicò con successo a Corinto, dove visse presso la casa di Aquila e Priscilla (Atti 18.1), dove Sila e Timoteo presto lo raggiunsero. Dopo la sua partenza, fu sostituito da Apollo, che era stato inviato da Efeso su istruzioni di Priscilla. L'Apostolo visitò Corinto almeno un'altra volta. Scrisse ai Corinzi nel 57 da Efeso e successivamente dalla Macedonia nello stesso anno, o nel 58 (Seconda lettera ai Corinzi). La famosa lettera di Clemente da Roma alla chiesa corinzia (96 circa) contiene la prima conferma del primato ecclesiastico della Chiesa di Roma. Oltre a Sant'Apollo, il teologo Le Quien (II, 155) cita quarantatré vescovi, tra cui Sostene, discepolo di San Paolo, San Dionigi; Paolo, fratello di San Pietro ..."
Atene, la capitale della Grecia e la sua più grande città, fu visitata da Paolo. Secondo la Catholic Encyclopedia: Paolo "arrivò ad Atene dalla Berœa (in greco Βέροια) di Macedonia, probabilmente per mare e attraccando nel Peiraeevs, il porto di Atene. Si era nell'anno 53 circa. Giunto ad Atene, richiamò subito Sila e Timoteo, che erano rimasti a Berœa. Mentre li aspettava, visitò Atene rendendosi conto dell'idolatria di questa città, poi frequentò la sinagoga, dato che c'erano già ebrei in questa località ... Sembra che la comunità cristiana si stesse formando rapidamente, sebbene per un certo tempo non fosse numerosa. La tradizione comune cita Dionigi l'Areopagita quale primo capo e vescovo degli ateniesi cristiani.

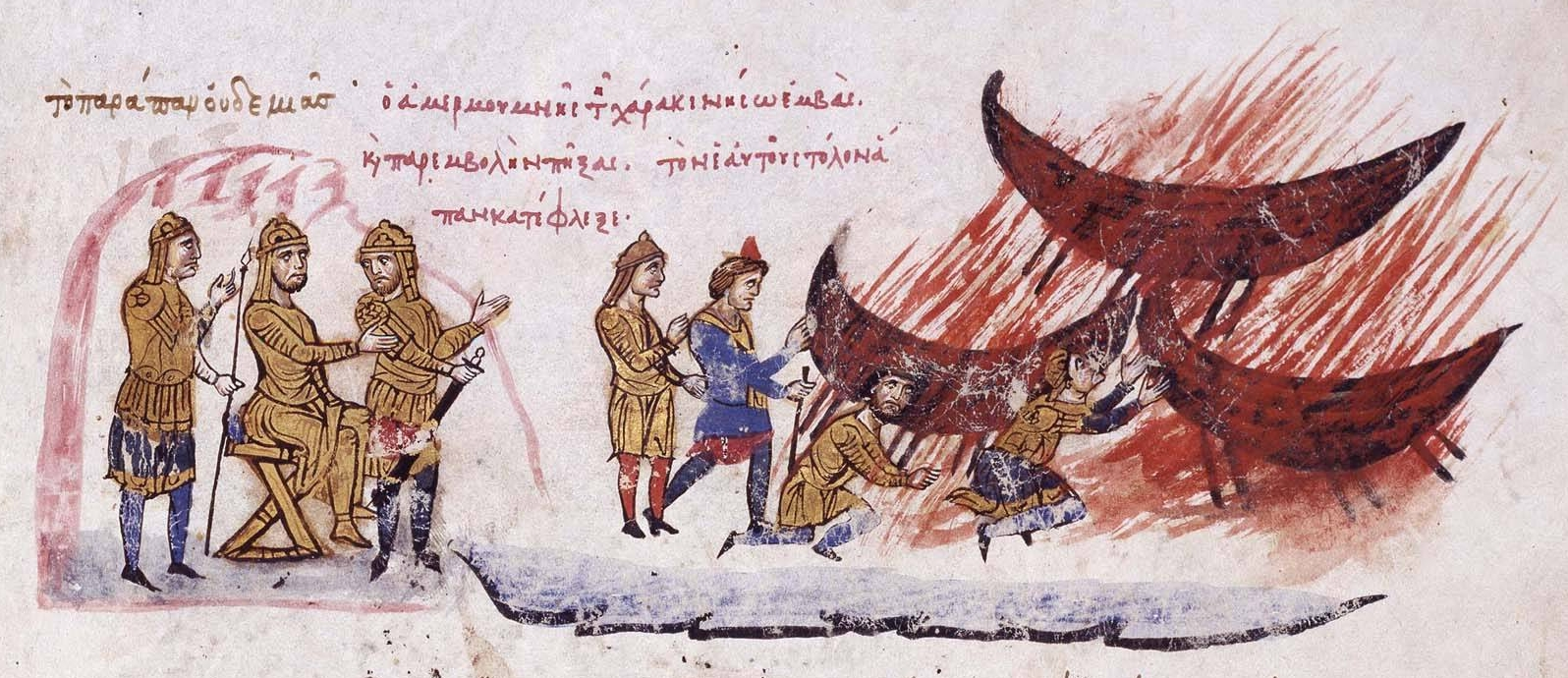
Il corsaro Abu Hafs ordina l'incendio delle sue navi dopo essere approdato a Creta (dallo Scilitze di Madrid)

Tuttavia, un'altra tradizione assegna questo onore a Ieroteo il Tesmoteta. I successori del primo vescovo non furono tutti ateniesi di origine: vengono elencati come Narciso, Publio e Quadrato. Narciso si dice sia stato originario della Palestina, e Publio di Malta; in certe liste, Narciso viene omesso. Quadrato è venerato per aver contribuito alla prima letteratura cristiana, avendo scritto un'apologia, che dedicò all'Imperatore Adriano; ciò avvenne in occasione della visita di quest'ultimo ad Atene. Un altro ateniese che difese il Cristianesimo per iscritto, in un periodo successivo, fu Aristide Marciano: la sua apologia fu dedicata all'imperatore Marco Aurelio. Anche Atenagora scrisse un'apologia. Nel secondo secolo deve esserci stata una notevole comunità cristiana ad Atene, poiché Igino, vescovo di Roma pare abbia scritto una lettera alla comunità nell'anno 139."
Gortina a Creta si alleò con Roma e fu quindi fatta capitale di Creta e Cirene, quale provincia romana. Tito pare sia stato il primo vescovo.

### Cirene

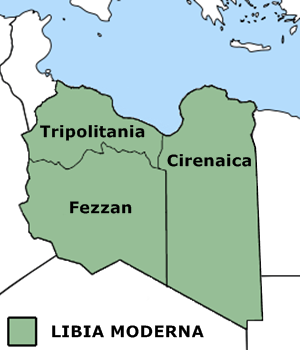
Le tre regioni dell'attuale Libia (in verde): Cirenaica, Fezzan, Tripolitania

Cirene e la circostante regione della Cirenaica o la Pentapoli nordafricana, a sud del Mediterraneo dalla Grecia – parte nod-est della Libia moderna – era una colonia greca in Nordafrica che in seguito fu trasformata in colonia romana. Oltre ai greci ed ai romani, c'era anche una notevole popolazione ebraica, per lo meno fino alla Guerra di Kitos (115–117). Secondo Marco 15.21, Simone di Cirene portò la croce di Gesù. I Cirenei sono inoltre menzionati in 2.10 Atti, 6.9, 11.20, 13.1. Secondo la Catholic Encyclopedia, il teologo francese "Michel Le Quien cita sei vescovi di Cirene, e secondo una leggenda bizantina, il primo fu Lucio di Cirene (Atti 13.1); un altro fu Teodoro, che soffrì il martirio sotto Diocleziano (284–305).
Con particolare riguardo a Lucio di Cirene (Loukios o Kurenaios, Λούκιος ὁ Κυρηναῖος), egli fu, secondo Atti, uno dei fondatori della Chiesa cristiana ad Antiochia, a quell'epoca parte della Siria romana. Viene infatti citato per nome come membro della chiesa del luogo, dopo la morte di Re Erode:
Lucio viene indicato per inferenza in un brano anteriore:
C'è anche un Lucio menzionato in Romani 16.21, ma non è possibile sapere se fosse la stessa persona.

## Impero romano d'Occidente

### Roma

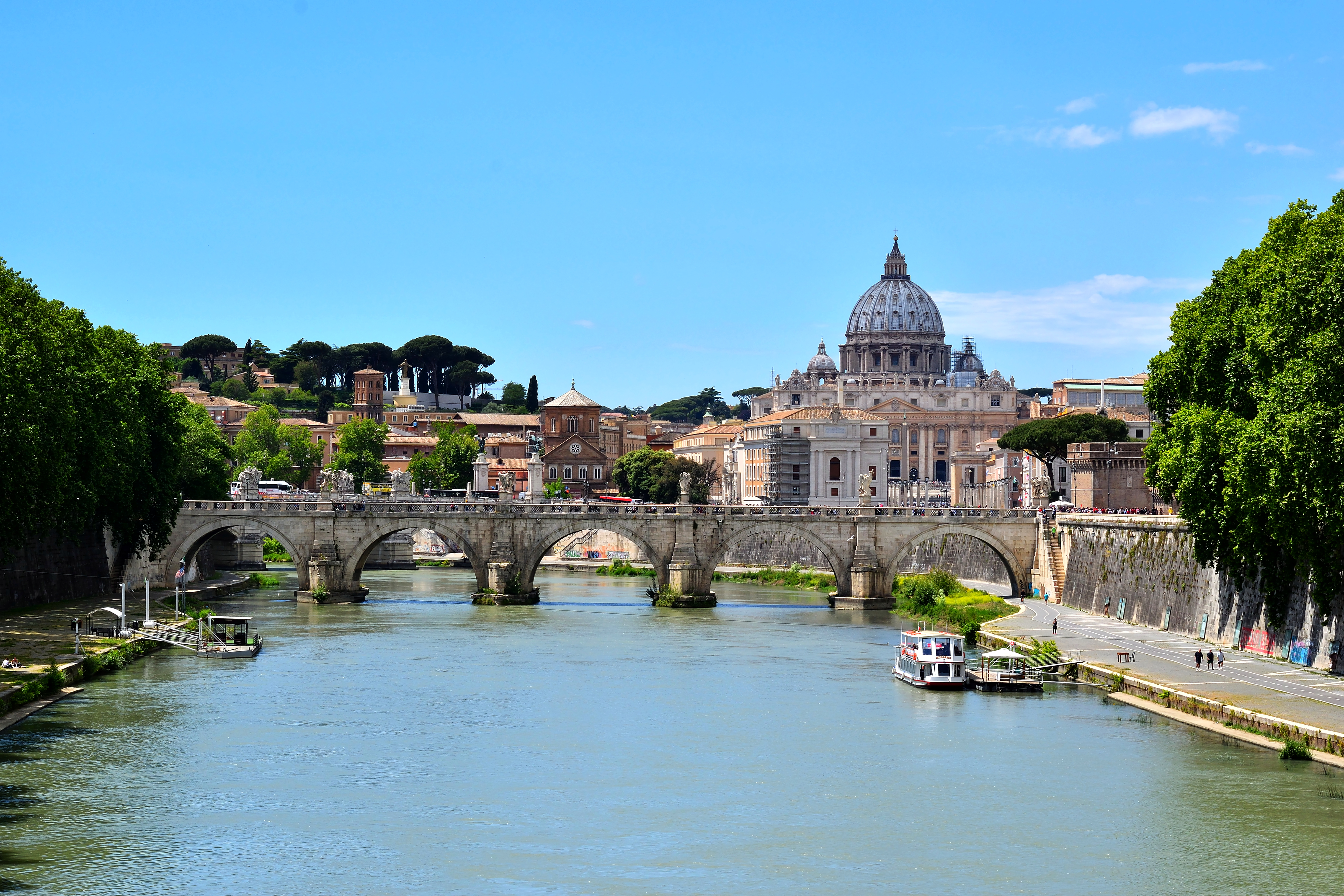
Veduta dal fiume Tevere della Basilica di San Pietro, costruita secondo la tradizione sopra la Tomba di Pietro.

È difficile stabilire quando i primi cristiani apparvero a Roma (cfr. Timorati di Dio e Proseliti per la base storica). Gli Atti degli Apostoli affermano che la coppia di coniugi giudeo-cristiani Aquila e Priscilla erano recentemente arrivati a Roma da Corinto quando, verso l'anno 50, Paolo di Tarso giunse in quest'ultima, implicando quindi che la fede in Gesù aveva raggiunto Roma prima di Paolo. Ireneo di Lione (II secolo) indica Pietro e Paolo come i fondatori della Chiesa di Roma e ritiene che abbiano nominato Lino quale vescovo successore. Tuttavia la Chiesa di Roma stava già sviluppandosi quando Paolo scrisse loro la sua Lettera ai Romani da Corinto, verso il 57: l'apostolo saluta per nome cinquanta persone a Roma, ma non Pietro che già conosceva. Tra l'altro, non esiste menzione di Pietro a Roma più tardi, durante la permanenza biennale di Paolo nella capitale in Atti 28, verso il 60–62. Storici della Chiesa costantemente reputano che Pietro e Paolo siano stati martirizzati sotto il regno di Nerone, nel 64 dato che, dopo il Grande incendio di Roma, secondo Tacito, Nero accusò i cristiani.

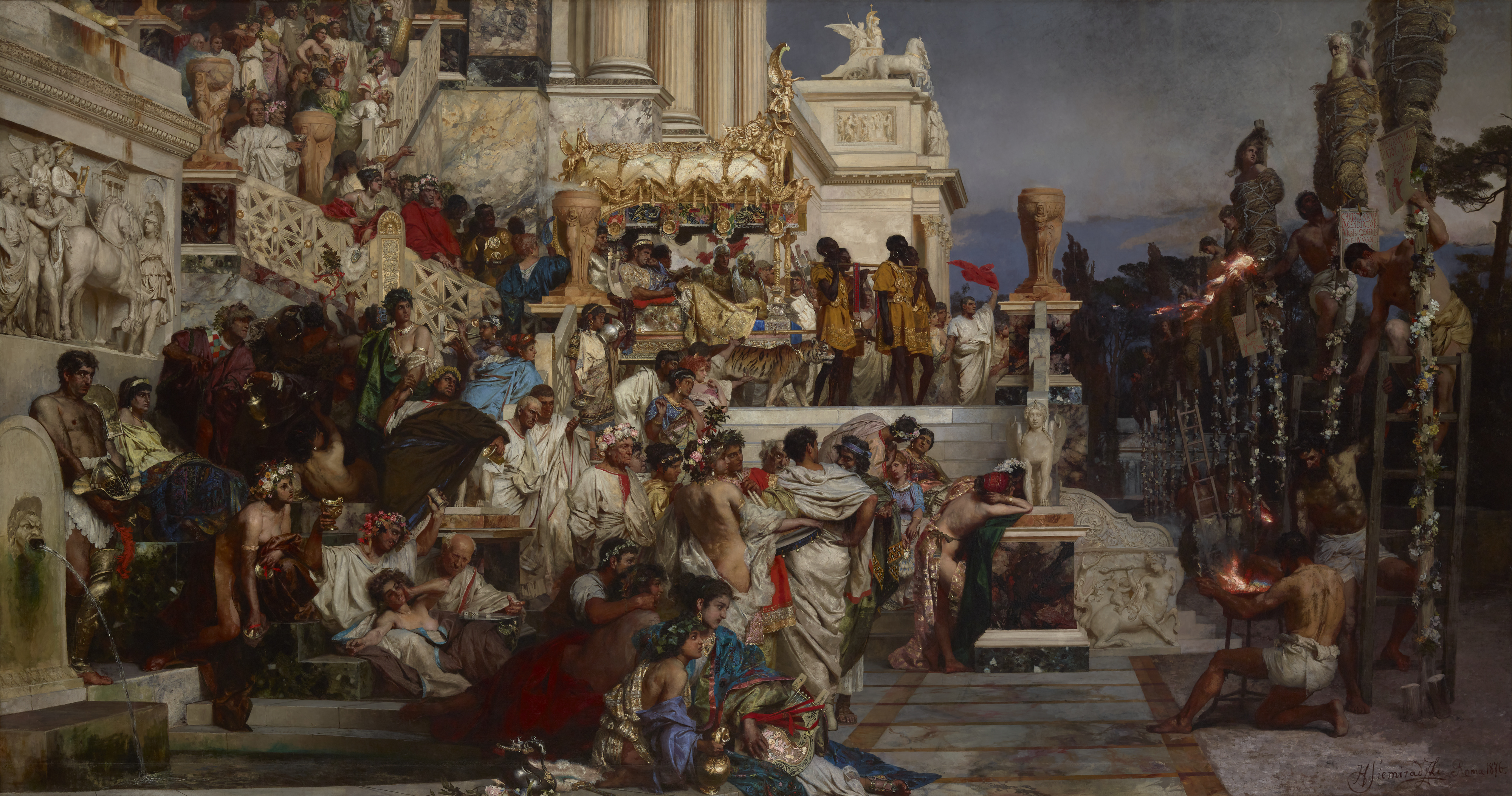
Le fiaccole di Nerone, di Henryk Siemiradzki (1848-1902), ora al Museo nazionale di Cracovia.

La Lettera ai Romani 16 di Paolo (58 circa) attesta una larga comunità cristiana già stanziata ma non cita Pietro. La tradizione che la Santa Sede di Roma fu fondata da Pietro e Paolo come comunità cristiana organizzata e che l'episcopato debba a loro la sua nascita, sembra risalire indietro fino ad Ireneo di Lione. Ireneo non dice che Pietro o Paolo fossero "vescovi" della Chiesa di Roma, e alcuni storici hanno messo in dubbio se Pietro abbia passato molto tempo a Roma prima del martirio.
Il teologo tedesco Oscar Cullmann ha nettamente respinto l'opinione che Pietro abbia dato inizio alla successione papale, e conclude che, sebbene Pietro fosse l'originale Capo della Chiesa, non fu però il comprovato fondatore di una reale successione ecclesiastica.
La sede originale del potere imperiale romano divenne presto un centro dell'autorità ecclesiastica, crebbe in importanza gradualmente e fu riconosciuta come guida della Chiesa durante il periodo dei Sette Concili Ecumenici, quando la sede del governo venne trasferita a Costantinopoli. Roma e Alessandria, che per tradizione esercitavano autorità sulle sedi esterne alle loro rispettive province, non venivano ancora chiamate patriarcati.
I primi vescovo di Roma furono tutti di madrelingua greca, e i più rinomati furono: papa Clemente I (88–97 circa), autore di una Epistola alla Chiesa di Corinto; papa Telesforo (126–136 c.), forse l'unico martire tra questi; papa Pio I (141–154 c.), reputato dal Canone muratoriano quale fratello dell'autore del Pastore di Erma; e papa Aniceto (155–160 c.), che ospitò Policarpo e discusse con lui la datazione della Pasqua.
Papa Vittore I (189–198) fu il primo scrittore ecclesiastico noto per aver scritto in latino; tuttavia, le uniche sue opere esistenti sono le Encicliche, che naturalmente furono promulgate sia in latino sia in greco. I testi del Nuovo Testamento furono tradotti dall'originale greco al latino alquanto presto, ben prima di Girolamo, e sono classificati come "Vetus latina" e "Tipo testuale occidentale".
Nel II secolo, cristiani e semi-cristiani di diverse credenze, tra cui Marcione e Valentino, si radunarono a Roma, e nel secolo seguente si verificarono scismi collegati a Ippolito di Roma e Novaziano. La Chiesa romana sopravvisse varie persecuzioni, e molti sacerdoti furono martirizzati. Nel "Massacro del 258", durante il regno dell'imperatore Valeriano, l'imperatore fece uccidere una gran moltitudine di sacerdoti cristiani, tra cui papa Sisto II e Cipriano di Cartagine e forse anche Novaziano. Le persecuzioni di massa - tra cui quella particolarmente cruenta di Diocleziano – terminarono definitivamente a Roma, e nell'Occidente in generale, con l'ascesa al trono di Massenzio nel 306.

### Altri centri in Italia
in Italia esiste la Via Francigena, dove ci sono molti centri con chiese paleocristriane.

#### Siracusa e Calabria
La Catholic Encyclopedia annota: "Siracusa afferma di essere la seconda Chiesa fondata da San Pietro, dopo quella di Antiochia. Si dice anche che Paolo di Tarso vi abbia predicato .... Ai tempi di Cipriano (metà III secolo), il Cristianesimo fiorì certamente a Siracusa e le catacombe lo dimostrano per il secondo secolo." Oltre lo Stretto di Messina, Paolo, in viaggio verso Roma, predicò a Reggio Calabria fondandovi la località comunità cristiana.

#### Aquileia
L'antica città romana di Aquileia sul Mare Adriatico – oggi uno dei principali siti archeologici dell'Italia settentrionale – fu uno dei primi centri della cristianità, che la tradizione afferma essere stato fondato da Marco evangelista prima della sua missione ad Alessandria. Ermagora si crede sia stato il suo primo vescovo. Il rito aquileiese viene naturalmente attribuito ad Aquileia e venne utilizzato - con minime varianti - nelle metropolie dei Patriarcati di Aquileia, di Grado e di Venezia, sino alla fine del XVI secolo.

#### Milano
La tradizione vuole che la Chiesa di Milano in Italia nord-occidentale venisse fondata dall'apostolo Barnaba nel I secolo. Gervasio e Protasio vennero martirizzati a Milano insieme ad altri cristiani. Ha mantenuto da lungo tempo il suo rito particolare, noto come rito ambrosiano, attribuito ad Aurelio Ambrogio che ne fu il vescovo verso il 337–397 circa, ed uno degli ecclesiastici più influenti del IV secolo. Louis Duchesne afferma che il rito gallicano ebbe origine a Milano.

#### Ravenna
Secondo la Passio sancti Apollinaris, Apollinare, originario di Antiochia, fu ordinato vescovo da san Pietro, di cui era ritenuto discepolo. Successivamente fu inviato a Classe, dove subì il martirio sotto l'imperatore Vespasiano. Classe era il sito, vicino a Ravenna, dove fu costruito il porto militare della flotta romana per il Mediterraneo orientale. Il continuo afflusso di militari dal Levante, dove il cristianesimo aveva avuto origine, determinò la prima cristianizzazione della Pianura Padana.

### Cartagine
Cartagine, nella provincia romana dell'Africa, nel Mediterraneo a sud di Roma, diede le origini ai padri della Chiesa latini Tertulliano (120–220 circa) e Cipriano Nel III secolo vi fu un'importante fioritura di martiri, fra cui si stagliano le figure delle Sante Perpetua e Felicita. In questo periodo Cartagine era la sede più importante dell'Africa e il vescovo di Cartagine divenne primate e metropolita dell'Africa proconsolare, Numidia, Tripolitania e Mauritania (anche se il privilegio primaziale era inizialmente riservato al vescovo più anziano della provincia). A volte fu attribuito al vescovo di Cartagine il titolo di patriarca, che però fu meramente onorifico, perché di fatto Cartagine rimase sempre soggetta all'autorità di Roma, con una significativa eccezione nell'occasione della controversia dei lapsi, in cui Cartagine sostenne il rigorismo. Nel IV secolo la diocesi fu travagliata dalla diffusione di diverse eresie: donatismo, arianesimo, manicheismo e pelagianesimo. Per un certo periodo i donatisti diedero luogo anche ad una gerarchia parallela. L'invasione dei Vandali verso la fine del secolo segnò un periodo di oppressione della Chiesa, che rifiorì in seguito alla conquista bizantina dell'anno 533. Successivamente gli imperatori appoggeranno le eresie del monotelismo e dell'iconoclastia. I vescovi di Cartagine, strenui sostenitori dell'ortodossia, saranno esiliati. Cartagine rimase un'importante sede della Chiesa latina fino alla conquista araba di Cartagine nell'anno 698.

### Malta

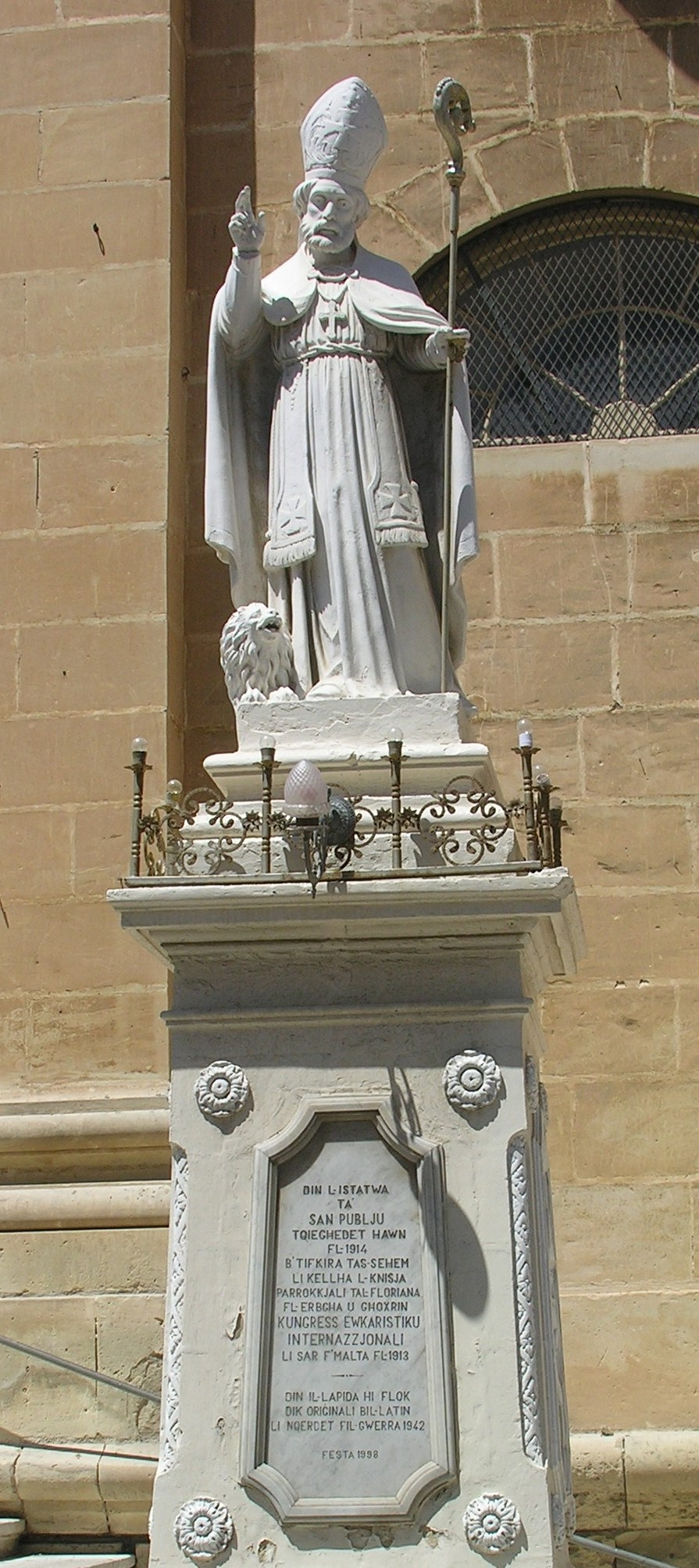
Publio di Malta, vescovo

Secondo gli Atti degli Apostoli, Paolo di Tarso naufragò e svolse parte del suo ministero su un'isola, che alcuni studiosi hanno identificato come Malta (isola a sud della Sicilia), per tre mesi durante i quali si dice che sia stato morso da una vipera velenosa e sopravvisse (Atti 27.39-42, 28,1-11) – evento generalmente datato al 60 d.C. circa. Paolo aveva ricevuto un passaggio da Caesarea Marittima a Roma da parte di Porcio Festo, procuratore della Giudea romana, per essere processato davanti all'imperatore. Molte tradizioni sono associate a questo episodio, e le catacombe di Rabat certificano una comunità paleocristiana a Malta. Secondo la tradizione, Publio, il governatore romano di Malta al momento del naufragio di Paolo, vi divenne il primo vescovo, dopo la sua conversione al Cristianesimo. Dopo aver diretto la Chiesa maltese per 31 anni, Publio fu trasferito alla sede di Atene nel 90, dove subì il martirio nel 125. Ci sono scarse informazioni circa la continuità del Cristianesimo a Malta negli anni successivi, sebbene la tradizione vuole che ci sia stata una linea continua di vescovi dai tempi di Paul fino al tempo dell'imperatore Costantino.

### Salona

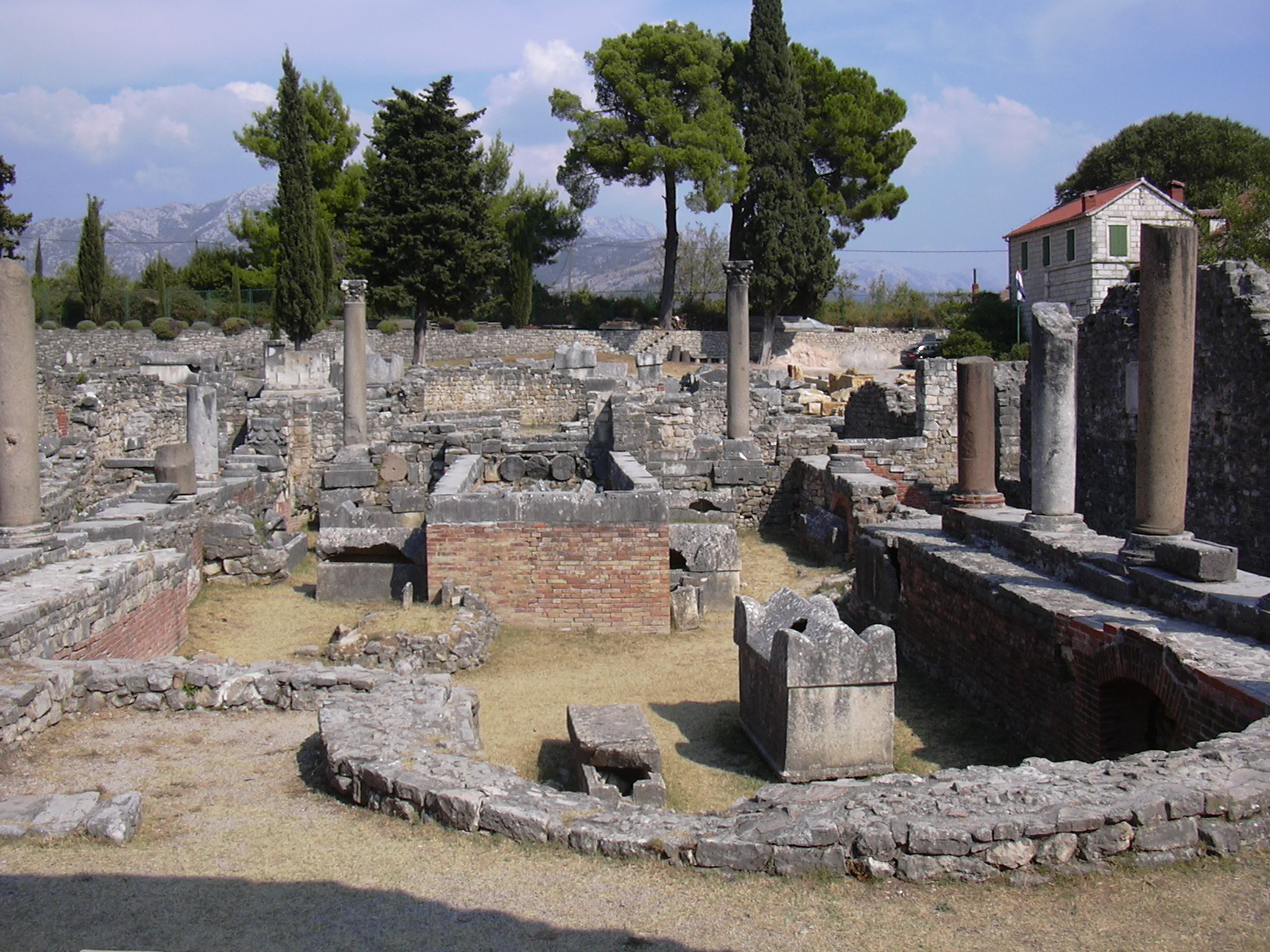
Chiesa paleocristiana di Salona

Salona, capitale della provincia romana di Dalmazia sulla sponda orientale del Mare Adriatico, fu un centro paleocristiano di cui oggi rimangono solo le rovine nella moderna Croazia. Secondo l'Catholic Encyclopedia fu il luogo dove "...Tito, discepolo di Paolo, predicava, dove i seguaci di Gesù Cristo furono martirizzati, e dove eccellenti esempi architettonici di basiliche e altre sculture cristiane sono state scoperte." Qui nacque l'imperatore romano Diocleziano, che quando si ritirò nel 305, si trasferì in un palazzo nei pressi di Salona. La città fu poi la sede dei magistri militum per Illyricum, Marcellino e Giulio Nepote; quest'ultimo vi ritornò dopo essere stato deposto dal soglio imperiale romano nel 476, e qui morì nel 480, forse per opera del vescovo di Salona, quel Glicerio che era stato imperatore prima di Nepote ed era stato obbligato a prendere i voti.
Secondo l'articolo sulla Dalmazia dell'Catholic Encyclopedia, «Salona divenne il centro da cui si sviluppò il Cristianesimo. In Pannonia, Andronico fondò la sede apostolica di Sirmio (attuale Sremska Mitrovica in Serbia), ed in seguito quelle di Sisak e Mursia. La persecuzione dei cristiani sotto Diocleziano lasciò numerose tracce nelle antiche province romane di Dalmazia e Pannonia. Quirino, vescovo di Sisak, morì martire nel 303. Girolamo nacque a Stridone, città al confine tra Pannonia e Dalmazia.»
Nel 600 gli Slavi giunsero a Salona senza entrarvi. Nel 639 Salona fu distrutta da un attacco degli Avari: i superstiti si trasferirono a Spalatum, il villaggio fortificato che era sorto attorno al palazzo di Diocleziano, che divenne poi la città di Spalato.

### Siviglia
Siviglia era la capitale della Hispania Baetica o provincia romana della Spagna meridionale. Secondo la Catholic Encyclopedia: "...le origini della diocesi risalgono ai tempi apostolici, o comunque al I secolo della nostra era. Geronzio, vescovo di Italica (circa quattro miglia da Hispalis o Siviglia), ebbe a predicare in Betica durante l'Età apostolica e senza dubbio lasciò un pastore dei suoi a Siviglia. È inoltre certo che nel 303, quando Giusta e Rufina, le vasaie, subirono il martirio per aver rifiutato di adorare l'idolo Salambo, c'era un vescovo di Siviglia, certo Sabino, che assistette al Concilio di Elvira (287). In precedenza, Mafrcello era stato vescovo, come appare da un catalogo degli antichi prelati di Siviglia conservato nel Codex Emilianensis, manoscritto dell'anno 1000 ora all'Escorial. Quando Costantino pose ufficialmente termine a tutte le persecuzioni religiose e proclamò la neutralità dell'Impero nei confronti di qualsiasi fede (313), Evodio era vescovo di Siviglia e si mise a far ricostruire le chiese in rovina, tra cui quella di San Vicente, forse prima cattedrale di Siviglia." Il Cristianesimo si estese poi dal sud della Penisola Iberica, attraverso lo Stretto di Gibilterra, nella Mauretania romana. Degno di nota è Marcello di Tangeri che fu martirizzato nel 298.

### Gallia meridionale

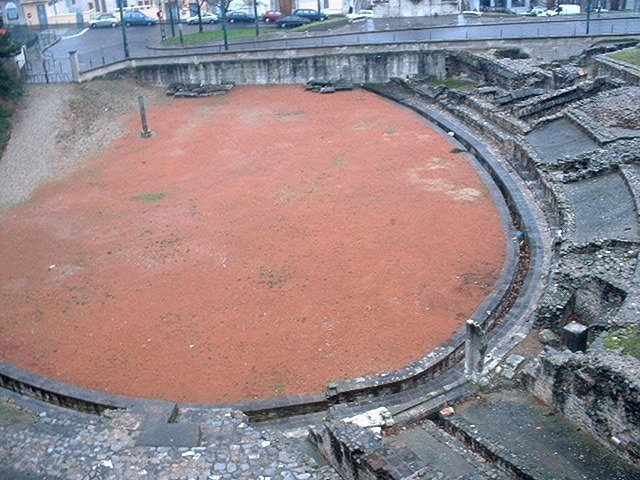
LAnfiteatro dei tre Galli a Lione. Il pilastro nell'arena è un memoriale dei martiri cristiani durante il regno di Marco Aurelio.

la costa mediterranea della Francia e la Valle del Rodano, a quel tempo parte della Gallia Narbonense romana, furono tra i primi centri paleocristiani. Le città principali furono Arles, Avignone, Vienne, Lione e Marsiglia (la città più antica di Francia). La persecuzione di Lione' ebbe luogo nel 177 e molti dei cristiani locali furono martirizzati nell'arena dell'anfiteatro durante il regno di Marco Aurelio (161-180). Il reseconto di tale persecuzione fu documentato in una lettera conservata nella Storia ecclesiastica di Eusebio (Libro 5, cap. 1). Il padre apostolico Ireneo, originario di Smirne dell'Anatolia, fu vescovo di Lione verso la fine del II secolo e affermava che Potino fu suo predecessore. Il Concilio di Arles del 314 viene considerato il precursore dei Concili ecumenici.
Il rito lionese si è conservato come liturgia particolare fino alla riforma di papa Paolo VI e continua a essere celebrato a Lione in circostanze particolari.

### Britannia romana

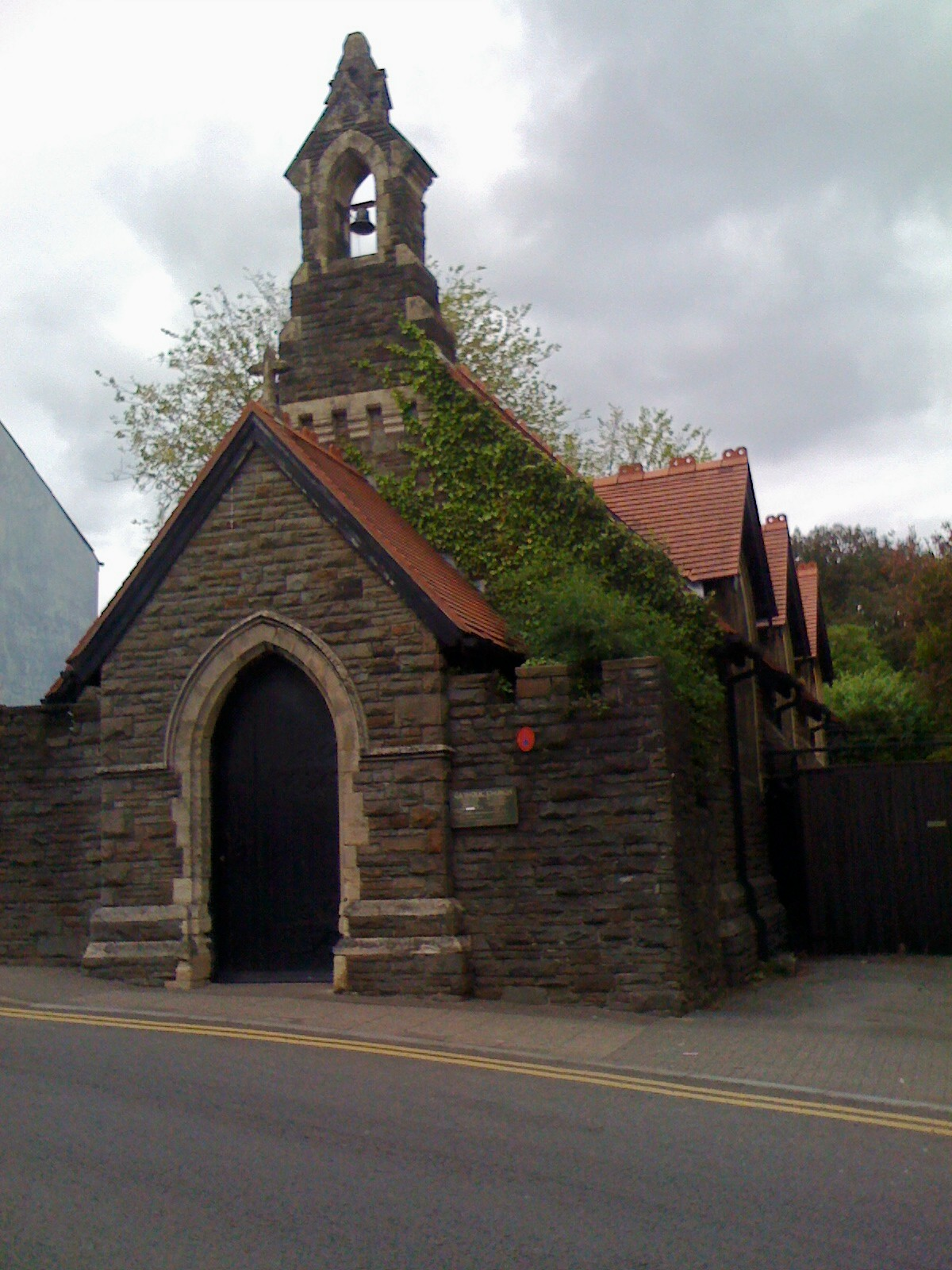
La Chiesa cattolica dei SS. Giulio, Aronne e Davide a Caerleon.

Il Cristianesimo raggiunse la Britannia romana entro il III secolo, con i primi martiri Albano di Verulamium, e Julius e Aaron (Giulio e Aronne) di Caerleon, durante il regno di Diocleziano (284–305). L'abate scozzese e storico Gildas data l'arrivo della fede cristiana all'ultimo periodo del regno di Tiberio (14–37). Restituto, vescovo romano-britannico di Londra, viene registrato come uno dei partecipanti al Concilio di Arles del 314, insieme al vescovo di Lincoln e a quello di York.
La cristianizzazione si intensificò e si sviluppò in Cristianesimo celtico dopo la fine del dominio romano verso il 410 circa.

## Oltre l'Impero Romano
Il Cristianesimo non fu di certo delimitato dall'Impero Romano durante il periodo iniziale, ma si estese oltre i suoi confini.

### Armenia
Armenia fu la prima nazione ad adottare il Cristianesimo come religione di Stato, diventando la religione ufficiale nel 301, quando era ancora illegale nell'Impero Romano. Si afferma che la Chiesa apostolica armena venne fondata da Gregorio Illuminatore (armeno Գրիգոր Լուսաւորիչ, 257 circa – 332 circa), ma se ne traccia origine fino dalle missioni di Bartolomeo apostolo e Giuda Taddeo del I secolo.

### Georgia
Il Cristianesimo in Georgia (antica Iberia caucasica) risale alla IV secolo, se non prima. Il re iberico, Mirian III (georgiano: მირიან III) contemporaneo di Costantino I, si convertì al Cristianesimo probabilmente nel 326.

### Mesopotamia e Impero partico

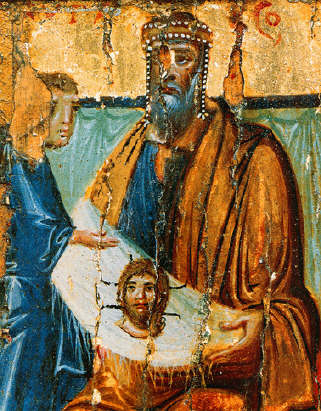
Re Abgar raffigurato in un'icona del X secolo mentre regge il mandylion (immagine di Cristo).

Edessa (in arabo الروها‎?, al-Rūhā, in greco Εδεσσα), che stette sotto Roma dal 116 al 118 e dal 212 al 214, ma fu principalmente un regno vassallo associato a volte con Roma e altre con la Persia, fu un'importante città cristiana. Poco dopo il 201, o anche prima, la sua casa reale divenne cristiana.
Questa città, (ora chiamata Şanlıurfa) nella Mesopotamia nord-occidentale, sin dai tempi apostolici fu il centro principale del Cristianesimo Siriaco. Fu la capitale di un regno indipendente dal 132 a.C. al 216 d.C., anno in cui divenne tributaria di Roma. Celebrata quale rilevante centro di cultura greco-siriaca, Edessa fu nota anche per la sua comunità ebraica, con proseliti nella famiglia reale. Situata in posizione strategica sulle rotte commerciali principali della Mezzaluna Fertile, era facilmente accessibile da Antiochia, dove la missione ai Gentili fu inaugurata. Quando i primi cristiani vennero dispersi a causa di persecuzioni, alcuni trovarono rifugio a Edessa. Così la sua chiesa può far risalire la sua origine all'Età apostolica (il che può spiegare la sua rapida crescita), e il Cristianesimo divenne anche la religione di Stato per un certo tempo.

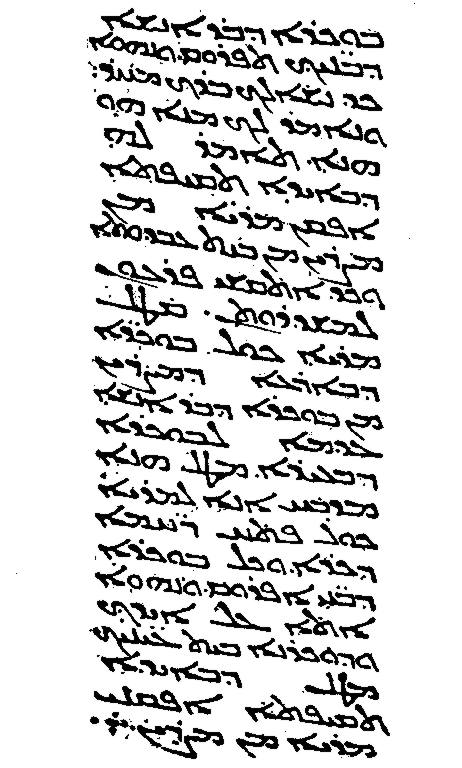
Il testo della Peshitta di Esodo 13.14-16

La Chiesa orientale ebbe inizio molto presto, nella zona cuscinetto tra i Parti e l'Impero Romano nell'Alta Mesopotamia, e conosciuta come Chiesa d'Oriente. Le vicende della sua crescita successiva erano radicate nella sua condizione di minoranza in una situazione di tensione internazionale. I governanti dell'Impero dei Parti (250 a.C. - 226 d.C.) erano in genere di spirito tollerante, e con le antiche religioni di Babilonia e Assiria in stato di degrado, i tempi erano maturi per una fede nuova e vitale. Anche i governanti del Secondo Impero persiano (226-640) seguirono inizialmente una politica di tolleranza religiosa, ma più tardi concessero ai cristiani la stessa condizione di una razza soggetta. Tuttavia, questi governanti incoraggiarono anche la rinascita dell'antica fede dualistica persiana dello Zoroastrismo e la stabilirono come religione di Stato, con il risultato che i cristiani vennero sempre più sottoposti a misure repressive. Tuttavia, quando il Cristianesimo divenne la religione di Stato in Occidente (380), l'ostilità verso Roma si concentrò sui cristiani orientali. Dopo la conquista mussulmana del VII secolo, il califfato tollerò altre fedi, ma proibì il proselitismo e sottopose i cristiani ad una pesante tassazione.
Il missionario Addai evangelizzò la Mesopotamia (Iraq moderno) verso la metà del II secolo. Un'antica leggenda registrata da Eusebio (260–340 d.C.) e presenta anche nella Dottrina di Addai (400 circa) (estratta da informazioni presenti negli archivi reali di Edessa) descrive come Re Abgar V di Edessa si mise in contatto con Gesù, chiedendogli di venire a visitarlo e a guarirlo, appello che ricevette una risposta. Si dice che dopo la Risurrezione, l'apostolo Tommaso inviò Addai (o Taddeo) dal re, col risultato che la città si convertì al Cristianesimo. In questa missione egli fu accompagnato da un discepolo, Mari, e i due sono considerati co-fondatori della chiesa, secondo la Liturgia di Addai e Mari (200 d.C. circa), che è tuttora la normale liturgia delle chiese siro-orientali. La Dottrina di Addai afferma inoltre che Tommaso era considerato un apostolo della chiesa, e conservava preziosamente una lettera scritta da lui dall'India.

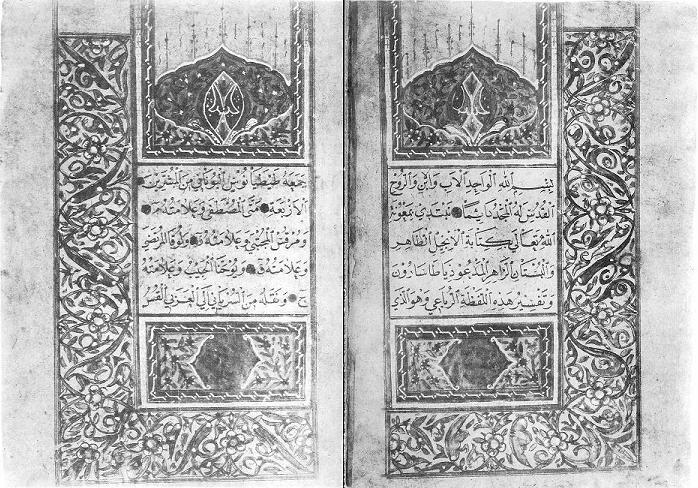
Il Diatessaron arabico

Addai, che divenne il primo vescovo di Edessa, fu seguito da Aggai, poi da Palut, che fu ordinato nel 200 circa da Serapione di Antiochia. Da lì ci è pervenuto nel II secolo il famoso Peshitta, o traduzione siriaca dell'Antico Testamento; come anche il Diatessaron di Taziano il Siro, che fu compilato nel 172 e di uso comune fino a che Rabbula, vescovo di Edessa (412-435), ne proibì l'uso. Questa disposizione dei quattro Vangeli canonici in narrazione continua, la cui lingua originale potrebbe essere stata la siriaca, greca, o anche latina, si diffuse ampiamente tra le chiese di lingua siriaca.
Un Concilio cristiano fu tenuto a Edessa nel 197. Nel 201 la città bvenne devastata da una grande alluvione, e la chiesa cristiana fu distrutta. Nel 232 le reliquie dell'apostolo Tommaso furono portate dall'India, e in quell'occasione furono scritti gli Atti siriaci. Durante il dominio romano, molti martiri soffrirono ad Edessa: Scharbîl e Barsamya, sotto Decio; Gûrja, Schâmôna, Habib e altri, sotto Diocleziano. Nel mentre, i sacerdoti cristiani partiti da Edessa, evangelizzarono la Mesopotamia orientale e la Persia, stabilendo le prime chiese nel regno dei Sasanidi. Atillâtiâ, vescovo di Edessa, assistette al Primo Concilio di Nicea (325).

### Persia e Asia centrale

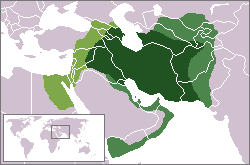
L'Impero Sasanide al momento della sua più grande estensione.

Con la seconda metà del II secolo, il Cristianesimo si era sparso verso oriente, in tutta la Media, Persia, Partia e Battria. I venti vescovi e molti presbiteri erano missionari itineranti, spostandosi da un posto all'altro come fece Paolo, e mantenendosi con occupazioni di mercanti o artigiani. Entro il 280 d.C. la metropoli di Seleucia assunse il titolo di “Catholicos” e nel 424 un concilio della Chiesa in quella città elesse il primo patriarca con giurisdizione su tutta la chiesa dell'Est, inclusa l'India e il Ceylon (Sri Lanka). La sede del Patriarcato fu fissata a Seleucia-Ctesifonte (Al-Mada'in), dato che questo era un importante punto di scambio sulle rotte commerciali Est-Ovest che si estendevano sia verso l'India che verso la Cina, Giava e Giappone. Ci fu quindi uno spostamento dell'autorità ecclesiastica via da Edessa, che nel 216 era diventata tributaria di Roma. La creazione di un patriarcato indipendente con nove metropoli subordinate, contribuì ad un'attitudine più favorevole e benigna da parte del governo persiano, che non aveva quindi più timore di un'alleanza ecclesiastica col nemico comune, Roma.
Quando Edessa fu incorporata nell'Impero Persiano nel 258, la città di Arbela, situata sul Tigri in quello che oggi è l'Iraq, aveva assunto sempre di più quel ruolo che Edessa aveva avuto precedentemente, come centro dal quale il Cristianesimo si era diffuso nel resto dell'Impero Persiano.
Bardesane, scrivendo nel 196 circa, parla di cristiani in tutta la Media, Partia e Battria (attuale Afghanistan) e, secondo Tertulliano (160–230 c.), c'erano già un certo numero di diocesi all'interno dell'impero persiano nel 220. Dal 315 il vescovo di Seleucia-Ctesifonte aveva assunto il titolo di "Catholicos". In questo periodo né Edessa né Arbela erano più il centro della Chiesa orientale; l'autorità ecclesiastica si era spostata a Est verso il cuore dell'Impero Persiano. Le città gemelle di Seleucia-Ctesifonte, ben collocate sulle rotte principali tra Est e Ovest, divennero, come scrive il filosofo John Stewart, "un magnifico centro della chiesa missionaria che stava iniziando l'importante compito di portare il Vangelo in estremo oriente."
Quando Costantino si convertì al cristianesimo e l'Impero Romano, prima violentemente anti-cristiano, divenne pro-cristiano, l'Impero Persiano, sospettando un nuovo "nemico interno", divenne anti-cristiano. Entro pochi anni, Shapur II (309–379) inaugurò una persecuzione ventennale della Chiesa con l'uccisione di Mar Shimun, i Catholicos di Seleucia-Ctesifonte, cinque vescovi e 100 sacerdoti nel giorno di Venerdì Santo 344, dopo che il Patriarca si rifiutò di esigere dai cristiani una doppia tassa per aiutare la guerra persiana contro Roma.

### Penisola araba
Per capire la penetrazione della penisola arabica da parte del vangelo cristiano, è utile distinguere tra i predoni beduini nomadi dell'interno, che erano principalmente pastori e ostili alle influenze straniere, e gli abitanti delle comunità insediate nelle aree costiere e nelle oasi, che erano commercianti intermediari o agricoltori ed erano ricettivi alle influenze esterne. Il Cristianesimo apparentemente ebbe la sua maggiore influenza nel centro antico della civiltà semitica nell'Arabia del sud-ovest Saudita o Yemen (noto anche come Seba o Saba), la cui regina aveva visitato Salomone. A causa della vicinanza geografica, l'acculturazione con l'Etiopia fu sempre forte, e l'attuale famiglia reale fa risalire la sua ascendenza a questa regina.
La presenza di arabi durante la Pentecoste e il soggiorno di Paolo in Arabia per tre anni suggeriscono una testimonianza evangelica molto vicina alle origini del Cristianesimo. Una storia della chiesa del IV secolo asserisce che l'apostolo Bartolomeo predicò in Arabia e che gli Himyariti furono tra i suoi primi conversi. La chiesa di Al-Jubail, in quella che oggi è l'Arabia Saudita, fu costruita nel IV secolo. Gli stretti rapporti dell'Arabia con l'Etiopia danno significato alla conversione dell'eunuco tesoriere della regina d'Etiopia, per non parlare della tradizione che assegna l'apostolo Matteo a questa terra. Eusebio afferma che "un certo Panteno (190 circa) fu inviato da Alessandria come missionario alle nazioni d'Oriente", tra cui l'Arabia sud-ovest, alla volta dell'India.

### Etiopia
Secondo le testimonianze scritte in Lingua ge'ez, la regione oggi nota come Etiopia si convertì all'Ebraismo al tempo biblico della Regina di Saba e di Salomone. Secondo lo storico occidentale del IV secolo Tirannio Rufino, fu Frumenzio che portò il Cristianesimo in Etiopia (ad Axum) e ne divenne il primo vescovo, probabilmente poco dopo il 325.

### Nubia

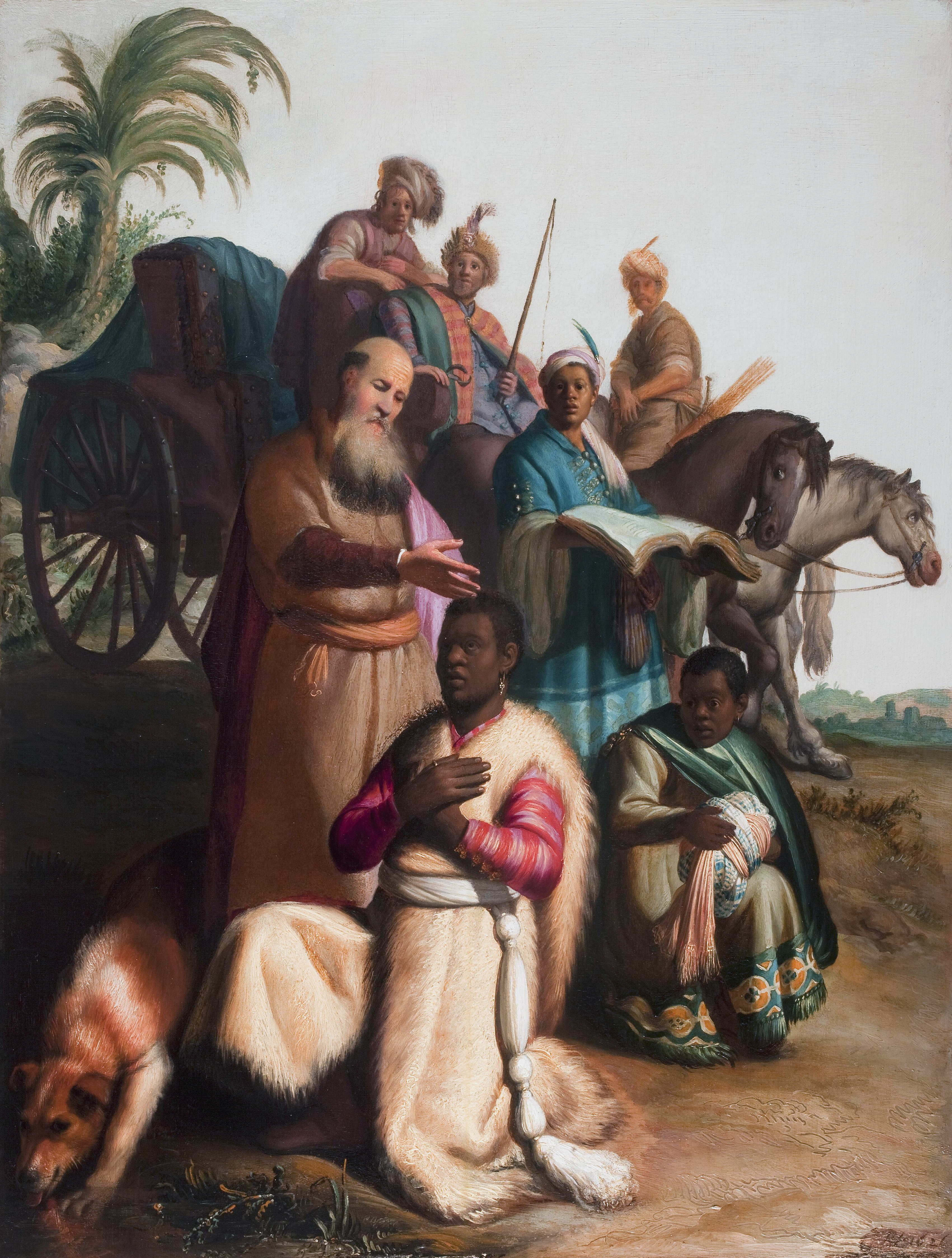
Il battesimo dell'eunuco, di Rembrandt, 1626

Il Cristianesimo arrivò presto in Nubia. Nel Nuovo Testamento, l'eunuco etiope tesoriere ufficiale della "Regina Candace", ritornando da un viaggio a Gerusalemme, fu battezzato da Filippo diacono:
L'Etiopia a quel tempo indicava la regione dell'Alto Nilo. Nel IV secolo, il vescovo Atanasio di Alessandria consacrò Marco quale vescovo di File prima della morte nel 373, dimostrazione che il Cristianesimo era permanentemente giunto nella regione. Giovanni da Efeso riporta che un sacerdote monofisita chiamato Giuliano convertì il re ed i suoi nobili della Nobazia verso il 545 ed il regno di Alodia si convertì nel 569 circa. Entro il VII secolo, la Makuria si allargò e divenne la potenza dominante dello regione, forte abbastanza per fermare l'avanzata dell'Islam verso il meridione, dopo che gli Arabi avevano preso l'Egitto. Dopo diversi tentativi di invasione, i nuovi governanti decisero di fare un trattato con Dongola, consentendo così una coesistenza pacifica e il commercio. Tale trattato durò seicento anni, permettendo ai commercianti arabi di introdurre in Nubia la religione islamica, che gradualmente soppiantò il Cristianesimo. L'ultimo riscontro di un vescovo nella regione, lo sia ha a Qasr Ibrim (a sud di Assuan) nel 1372.

### India

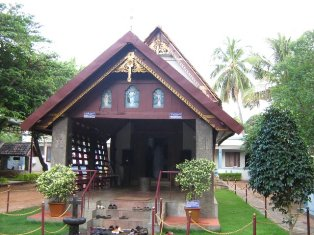
L'Arappally ("Chiesa reale") di Thiruvithankodu, una delle Sette Chiese tradizionalmente fondate da Tommaso apostolo.

Secondo la Storia ecclesiastica di Eusebio, Tommaso e Bartolomeo vennero assegnati alla Partia (attuale Iran) e all'India. La Didaché (della fine del I secolo) afferma: "L'India e tutti i paesi circostanti, fino ai più lontani mari ... ricevettero le ordinanze apostoliche da Tommaso, che era guida e capo della chiesa che aveva edificato." Inoltre, vi è una serie di fonti concordanti: gli scritti siriaci, nei libri liturgici, e nei calendari della Chiesa d'Oriente, per non parlare degli scritti dei padri, dei calendari, dei sacramentari e martirologi delle chiese romana, greca ed etiope.
Poiché a quel tempo le vie commerciali dell'Oriente erano tutte aperte ed erano utilizzate anche dai primi missionari, lo storico Vincent A. Smith sostiene che "bisogna ammettere che l'arrivo dell'apostolo Tommaso nell'India meridionale sia concepibile, nella credenza tradizionale che egli vi sia giunto passando per Socotra, dove indubbiamente esisteva un antico insediamento cristiano. Sono ora convinto che la Chiesa cristiana dell'India meridionale sia veramente antica..." Sebbene ci fosse un'assidua attività commerciale tra il Vicino Oriente e l'India tramite la Mesopotamia e il Golfo Persico, la rotta più diretta verso l'India nel I secolo passava per Alessandria d'Egitto ed il Mar Rosso, avvantaggiandosi dei venti del monsone, che potevano portare le navi direttamente avanti e indietro dalla costa sud-orientale dell'India (Malabar). Il rinvenimento di grandi quantità di monete romane del I secolo e i resti di stazioni di scambio romane testimoniano la frequenza di tali commerci. Inoltre, fiorenti colonie ebraiche si trovavano presso i vari centri commerciali, fornendo in tal modo le basi per le missioni apostoliche.

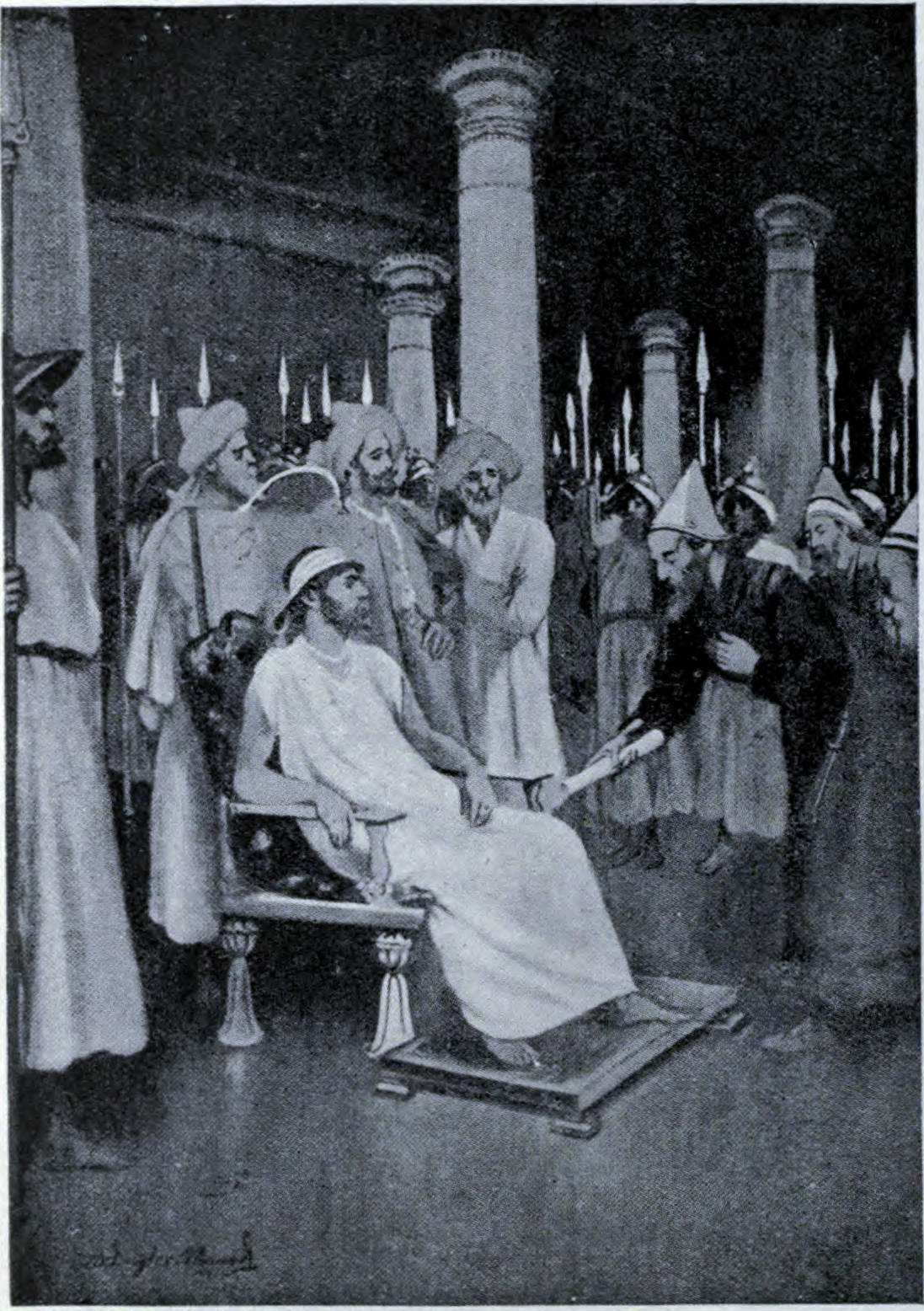
Re Gondofare riceve una lettera da San Tommaso.

Riunendo tutte le varie tradizioni, si può concludere che Tommaso lasciò l'India nord-occidentale quando iniziò la minaccia di invasione e viaggiò per nave verso la Costa di Malabar, visitando forse l'Arabia sud-orientale e Socotra e attraccando nell'attivo porto di Muziris su un'isola vicino Kochi (51–52 ca.). Da lì si dice abbia predicato il Vangelo lungo tutta la costa di Malabar, sebbene le varie chiese che fondò fossero situate principalmente sul fiume Periyar, e suoi tributari, e lungo la costa, dove sussistevano colonie ebraiche. Secondo la tradizione, Tommaso predicò a tutte le classi e convertì diciassettemila persone, compresi i membri delle quattro caste maggiori. In seguito furono erette croci di pietra nei luoghi dov'erano state fondate le prime chiese, che divennero centri di pellegrinaggio. Secondo l'usanza apostolica, Tommaso ordinò insegnanti e anziani, che vengono citati quali primi sacerdoti della chiesa di Malabar.

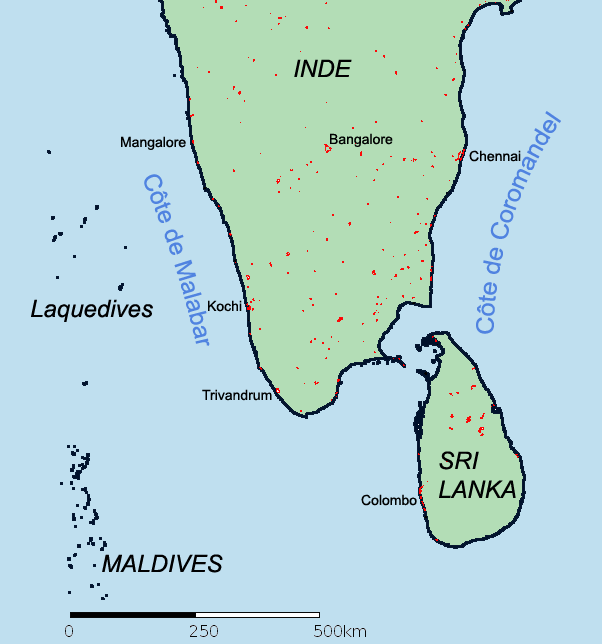
La Costa del Coromandel

Tommaso proseguì per via terra verso la Costa del Coromandel e svolse il suo ministero in quella che è oggi l'area di Madras, dove un re locale e molte altre persone furono convertite. Una tradizione narra che l'apostolo andò da lì alla Cina passando per Malacca e, dopo avervi trascorso del tempo, ritornò nella zona di Madras (Breviario della Chiesa di Mar Thoma a Malabar). Secondo la versione siriaca degli Atti di Tommaso, Masdai, re locale a Mylapore, dopo aver interrogato l'apostolo, lo condannò a morte verso l'anno 72. Preoccupato di evitare sollevamenti popolari, "poiché molti avevano creduto nel nostro Signore, inclusi alcuni dei nobili", il re ordinò che Tommaso fosse condotto alla vicina montagna dove, dopo essergli concesso di pregare, venne poi lapidato e ucciso con una lancia da un cacciatore. Parecchi cristiani allora fuggirono nel Malabar e si unirono alla comunità cristiana del luogo.
L'opera nota col titolo di Atti di Tommaso (Siria, III secolo) collega la missione indiana dell'apostolo con due re, uno nel Nord e l'altro al Sud. Secondo una delle tradizioni riportate negli Atti, Tommaso fu inizialmente riluttante ad accettare questa missione, ma il Cristo gli apparve in una visione notturna e gli disse: "Non aver paura, Tommaso. Mettiti in viaggio per l'India e proclama la Parola, poiché la mia grazia sarà con te." Ma l'apostolo esitava ancora: allora Gesù creò per il discepolo delle circostanze così pressanti che Tommaso fu costretto ad accompagnare un mercante indiano, di nome Abbanes, verso la sua patria nel nord-ovest dell'India, dove entrò al servizio del re indo-partico Gondofare. La missione dell'apostolo portò a molte conversioni in tutto il regno, tra cui lo stesso re e suo fratello.
La critica storica trattò questa tradizione come una leggenda e negò la storicità di re Gondofare, fintanto che l'archeologia moderna lo comprovò come figura importante dell'India settentrionale nella seconda metà del I secolo. Molte monete del suo regno sono state rinvenute in Afghanistan, nel Punjab e nella Valle dell'Indo. Resti di alcuni dei suoi edifici, influenzati dall'architettura greca, indicano che fosse un grande costruttore. È interessante notare che, secondo la leggenda, Tommaso fu un abile falegname e gli fu ordinato di costruire un palazzo per il re. Tuttavia, l'apostolo decise di dare al re una lezione, dedicando il finanziamento reale ad atti di carità e accumulando quindi "tesori per la dimora celeste".
Sebbene si sappia poco della prima crescita della Chiesa in quelle località, Bardesane (154–223) narra che durante questo periodo esistevano comunità cristiane nell'India settentrionale che affermavano di esser state convertite da Tommaso e di possedere alcune reliquie per comprovarlo. Comunque, almeno al tempo della costituzione del Secondo Impero Persiano (226), c'erano vescovi della Chiesa orientale in India, Afghanistan e Belucistan, con laici e clero parimenti impegnati nell'attività missionaria.
I succitati Atti di Tommaso (apocrifo del Nuovo Testamento del III secolo) collocano la seconda missione dell'apostolo in India in un regno governato dal Re Mahadwa, uno dei sovrani di una dinastia del primo secolo nell'India meridionale. È molto significativo il fatto che, a parte un piccolo residuo della Chiesa d'Oriente in Kurdistan, l'unica altra chiesa che mantenesse un'identità distintiva è la Mar Thoma o "Chiesa di San Tommaso", con congregazioni lungo la costa di Malabar (nello stato del Kerala, Sud-ovest dell'India). Secondo la tradizione più antica di questa chiesa, Tommaso evangelizzò la zona e poi si diresse verso la Costa del Coromandel nell'India sud-orientale dove, dopo aver effettuato una seconda missione, subì il martirio nei pressi di Madras, come già citato. Per tutto il periodo in esame, la chiesa in India fu sotto la giurisdizione di Edessa, che era allora sotto il patriarcato mesopotamico di Seleucia-Ctesifonte e poi di Baghdad e infine di Mossul (Assiria).